# Московский трамвай

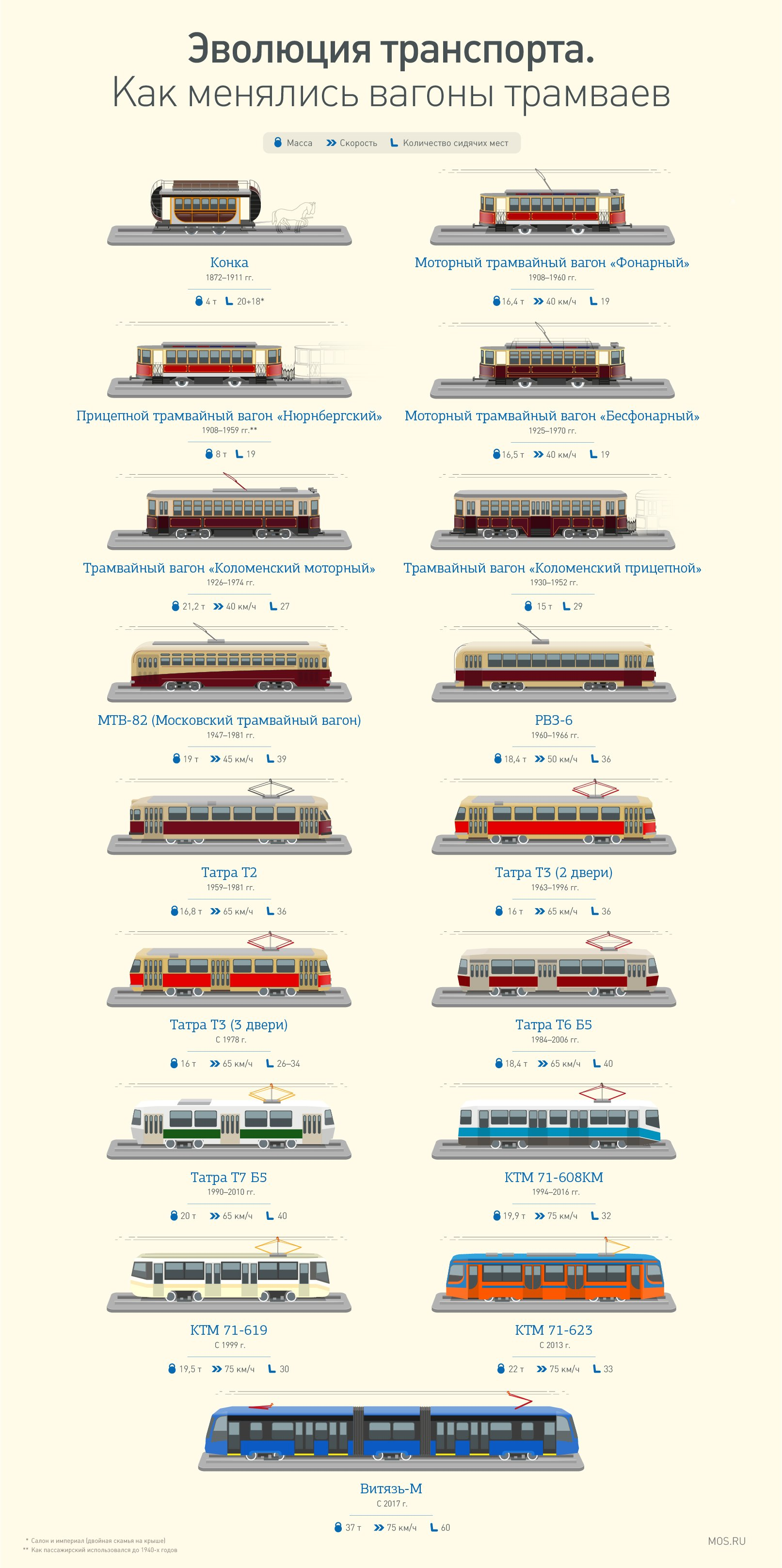
Эволюция за 147 лет московского транспорта. Как менялись вагоны трамваев от конки, которая вышла на московский маршрут 7 июля 1872 года, и до современной модели Витязь-М

Моско́вский трамва́й — система трамвайного движения в Москве. Вторая по величине в России после Санкт-Петербурга: длина линий по оси улиц составляет 183,1 км.
Торжественное открытие трамвая на электрической тяге состоялось 25 марта (6 апреля) 1899 года. Регулярное движение трамвая от Бутырской заставы до Петровского парка открылось на следующий день 26 марта (7 апреля). При этом линии конки (трамвая на конной тяге) действовали с 1872 года. На 2024 год действует 36 маршрутов (из них 1 временно закрыт), которые обслуживаются пятью депо, объединёнными в единый филиал «Трамвайное управление».
С 11 января 2021 года, с целью улучшения обучения персонала и комфорта, трамвай был передан в ГУП «Московский метрополитен» (несмотря на то что система технически не связана с линиями метрополитена). Благодаря этому было создано 5800 новых рабочих мест. До передачи трамвая в метрополитен эксплуатацию трамвая осуществлял «Мосгортранс». Передача является частичным аналогом зарубежных систем, где весь транспорт города управляется одним оператором. Примерами таких систем являются нью-йоркская компания МТА, гонконгская MTR Corporation, лондонская Network Rail и др.
Разделена на две не связанные между собой сети: основную и северо-западную (обслуживается Краснопресненским трамвайным депо в Строгине). Трамваи между ними перевозятся на автомобильных прицепах.

## История

### Досоветский период
Трамвай — исторически второй вид городского пассажирского транспорта Москвы, преемник конки. Регулярное движение трамвая от Бутырской заставы до Петровского парка открылось 26 марта (7 апреля) 1899 года. По проекту Ф. Когновицкого на этом участке был выстроен первый остановочный павильон.

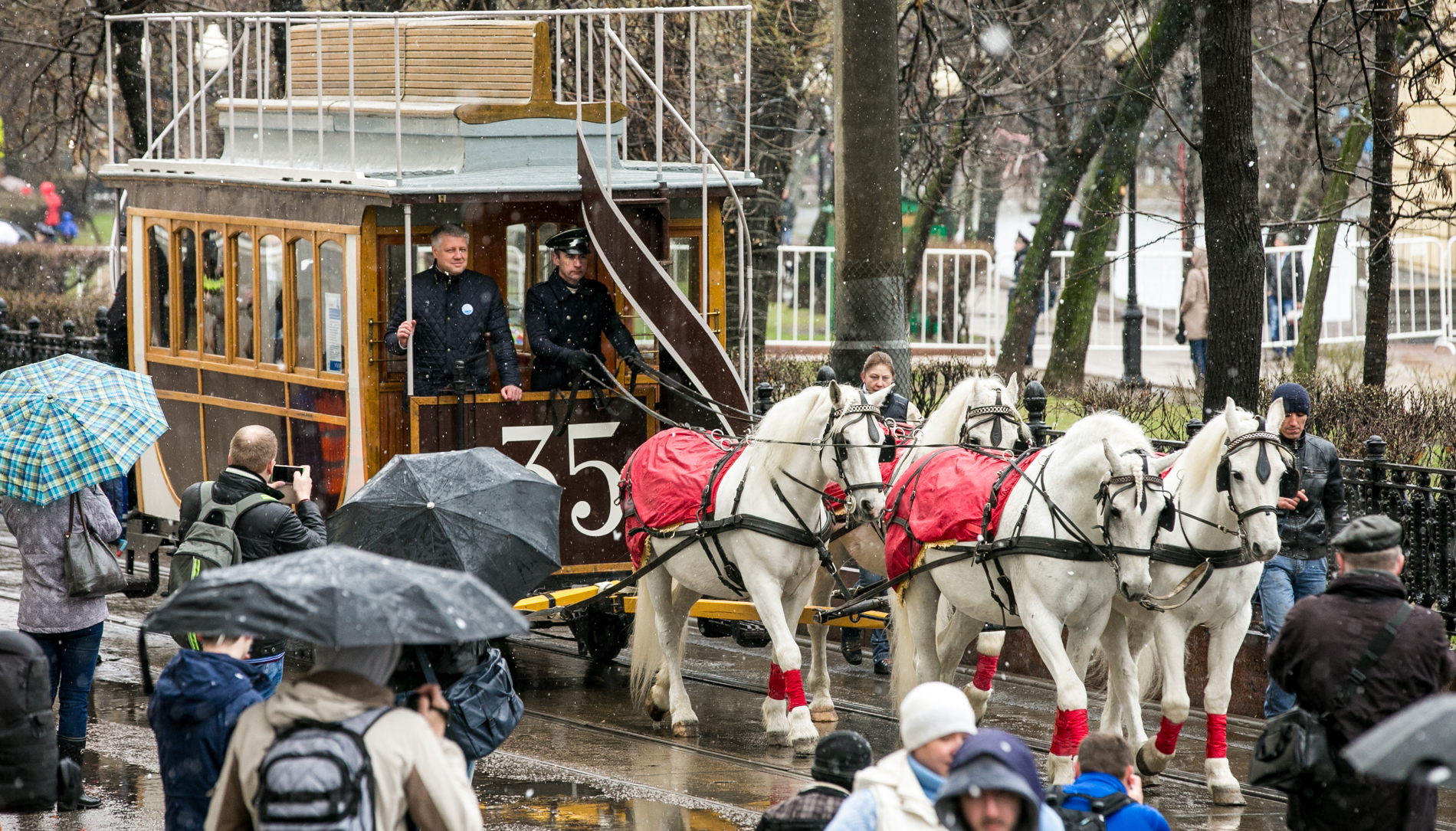
Конка образца 1874 года на «Дне рождения Московского трамвая» 16 апреля 2016 года

Однако наличие в Москве к началу XX века конно-железных дорог мешало развитию трамвайных линий. Для прокладки трамвайных линий необходимо было прежде освободить проезды от конных путей.
В 1901 году Дума выкупила конку у Первого Бельгийского акционерного общества. Когда же в 1903 году пришёл срок выкупа конно-железной дороги у Второго Бельгийского акционерного общества, Дума на это не решилась, так как, по словам Н. И. Астрова, в России не было опытных строителей и инженеров.
В ноябре 1905 года, сразу после событий октября был избран новый городской голова — Николай Гучков. Начало его работы совпало с революционными выступлениями рабочих Москвы в ноябре-декабре 1905 года. Как только жизнь в городе вошла в нормальную колею, Николай Иванович распорядился продолжить прокладку трамвайных путей. В феврале 1907 года началось движение по Мясницкой линии, Сретенке и Лубянке, от Страстного монастыря по Дмитровке и далее на Сретенку и Мясницкую. Первые маршруты электрического трамвая связали окраины Садового кольца с центром и во многом повторяли коночные.

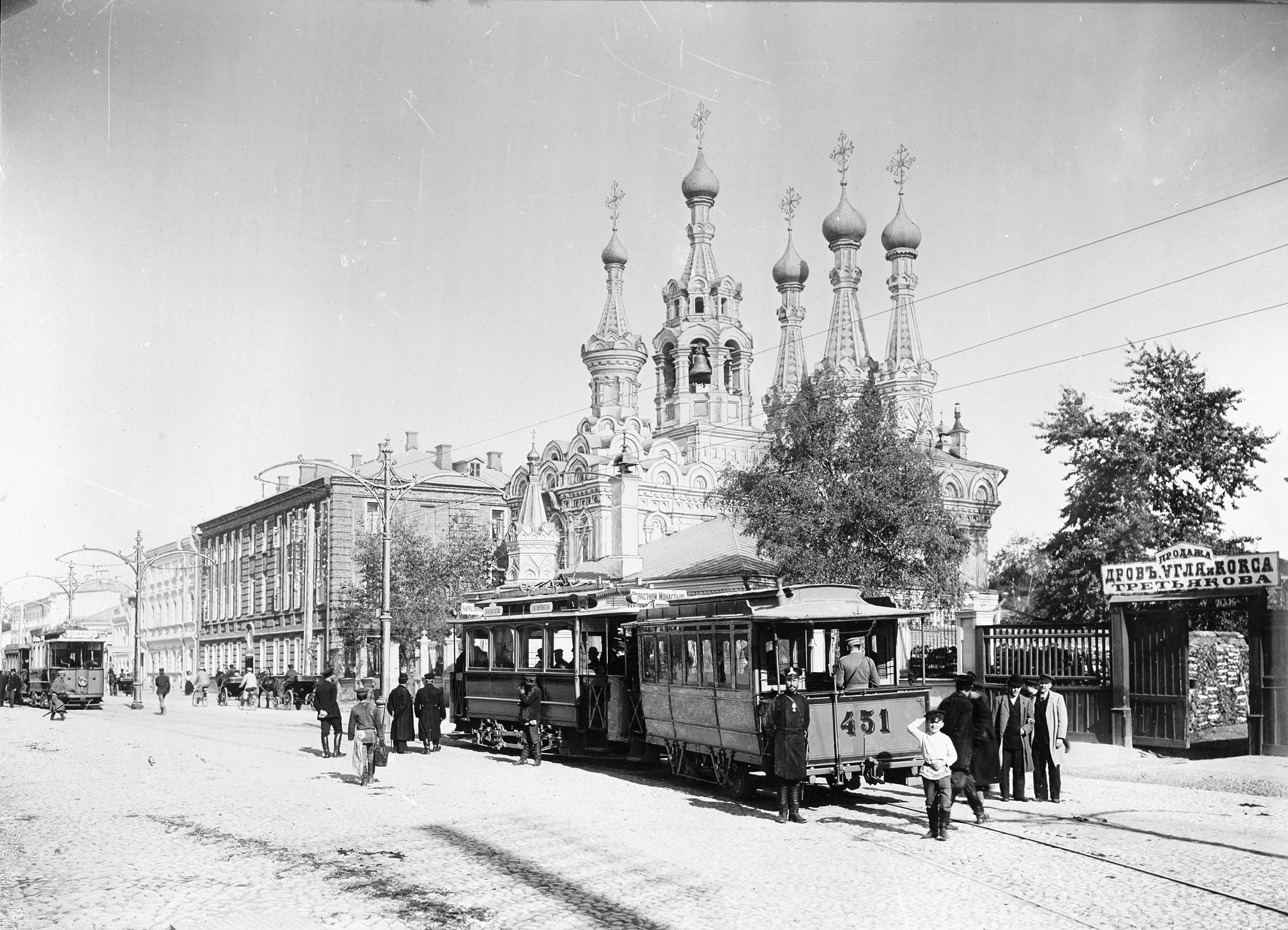
Трамвай на Малой Дмитровке (1900)

План сети Городских электрических железных дорог г. Москвы в 1913 году

(

### Советская Москва

План Москвы 1929 года с показанием трамвайных маршрутов

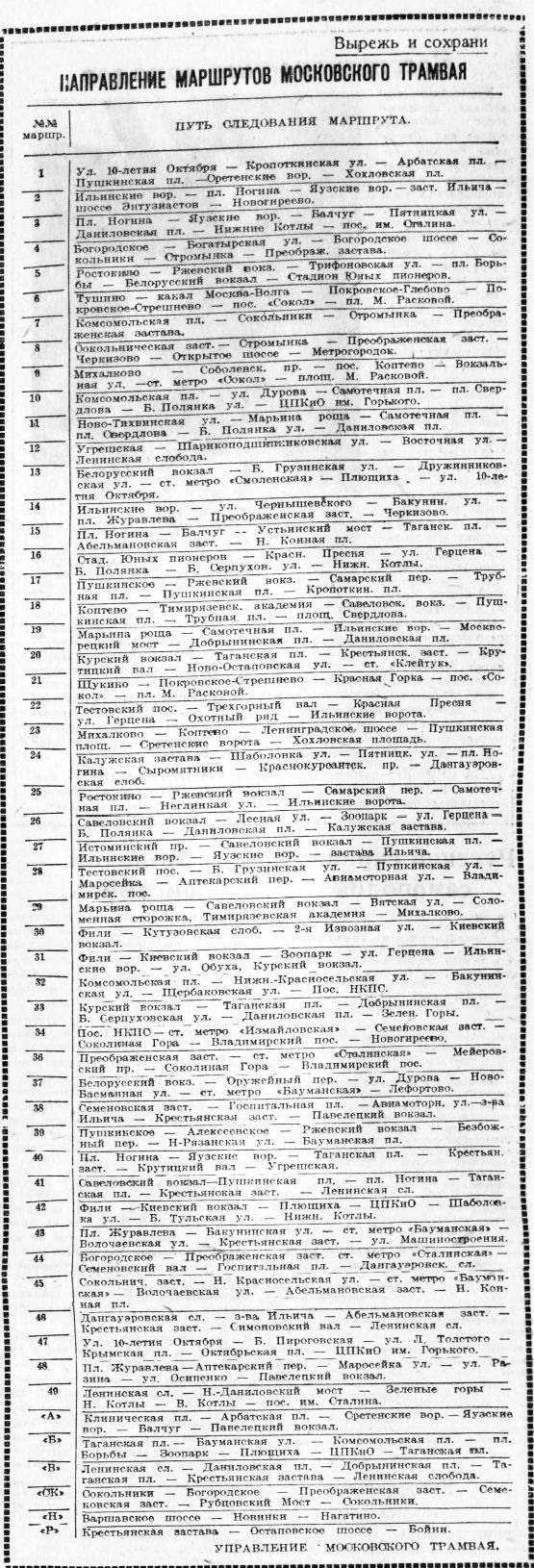
Маршруты московского трамвая в январе 1945 года

В 1918 году протяжённость трамвайных путей в городе составляла 323 км. К 1926 году протяжённость путей выросла до 395 км. В 1918 году перевозили пассажиров 475 вагонов, а в 1926 году — 764 вагона. Средняя скорость движения трамваев выросла с 7 км/ч в 1918 году до 12 км/ч в 1926 году.

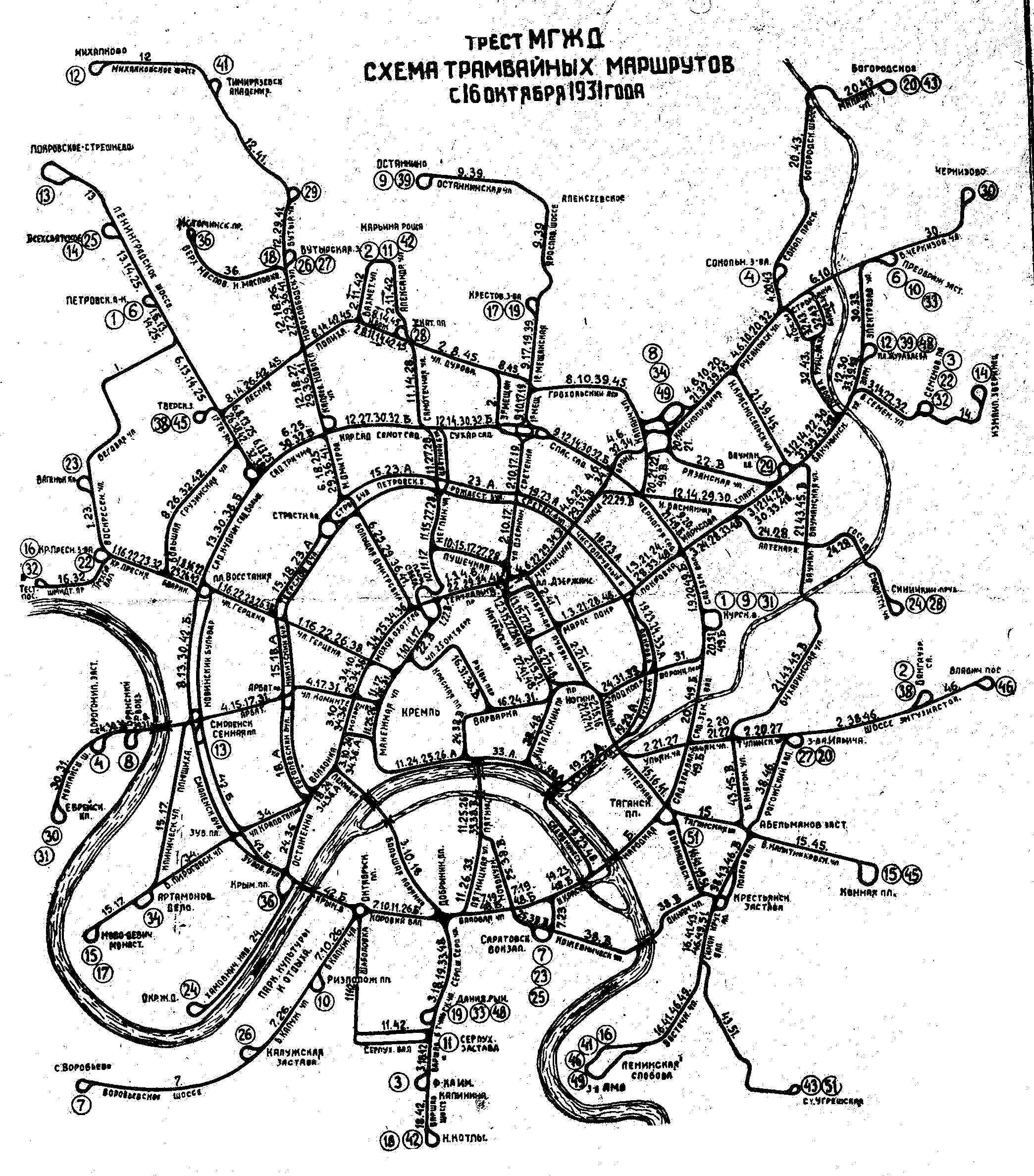
Трамвайная сеть Москвы в начале 1930-х

Апогей развития трамвайной сети в Москве — начало 1930-х годов, когда она охватывала оба кольца (Бульварное и Садовое) и все соединяющие их улицы, были проложены линии и на окраины. В 1934 году, когда трамвай был доминирующим видом транспорта, достигнут максимум перевозок пассажиров (в среднем трамваем тогда пользовались 2,6 млн человек в день при населении города около 4 млн).

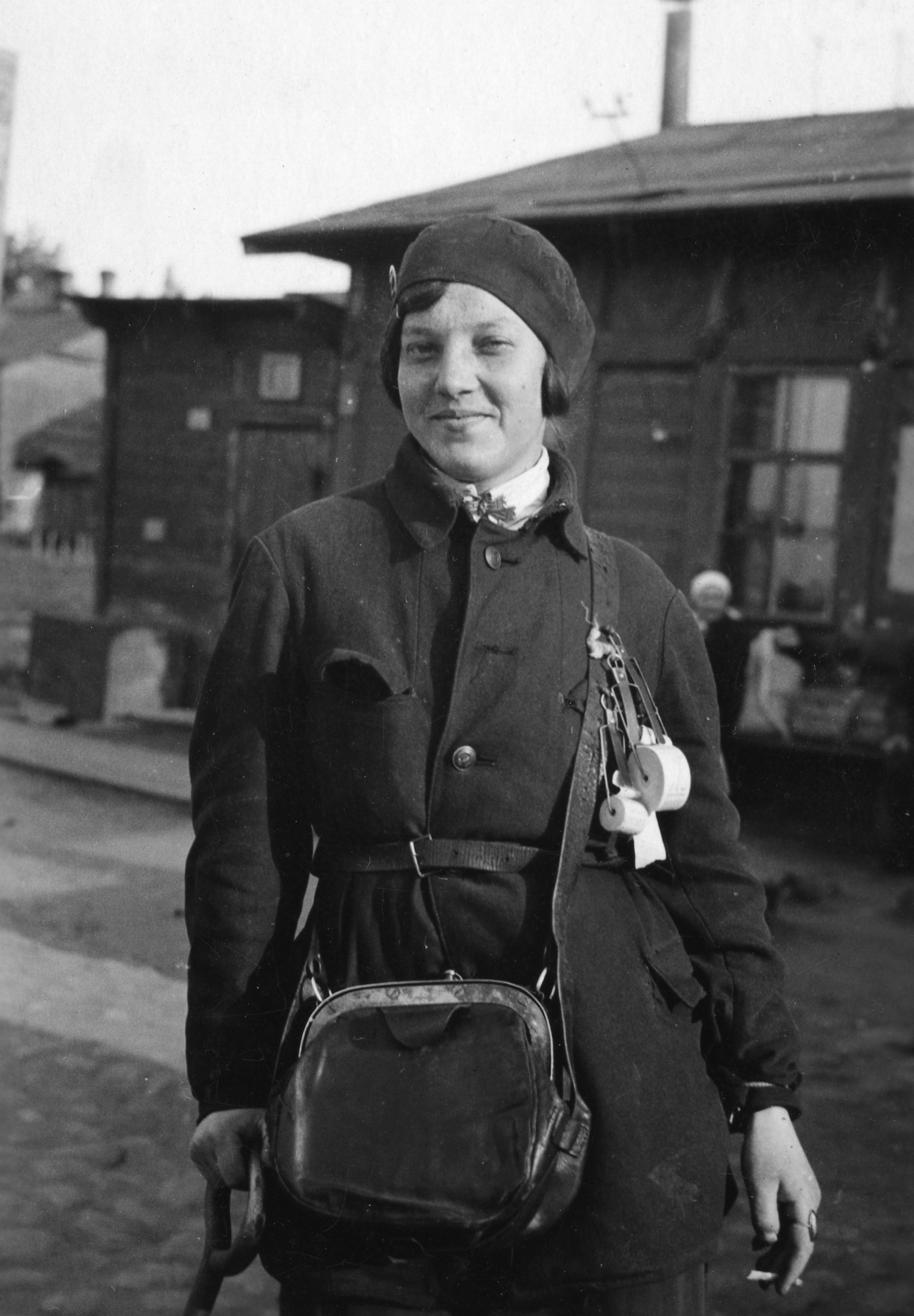
Кондуктор московского трамвая, 1935 год

В 1938 году строится пригородная линия трамвая в Перово.
Более радикальные изменения произошли в 1940-е годы, когда трамвайные маршруты были заменены на троллейбусные в западной части Бульварного кольца и убраны от Кремля. С развитием метрополитена, в 1950-х годах была закрыта часть линий, ведущих к окраинам. Также сошли на нет грузовые перевозки.
В связи с планами властей города расширить и выпрямить магистрали города 29 июня 1952 года были сняты трамвайные пути с улиц Ульяновская (ныне Николоямская ул.) и Тулинская (ныне Сергия Радонежского), и трамваи маршрута № 2 («Новогиреево — пл. Дзержинского») с 1952 по 1980 год стали ходить в обход ранее существовавшего прямого участка пути (пл. Прямикова — Тулинская ул. — застава Ильича) по Школьной улице . Вместе с этим, в 1953—1956 годах строится юго-западный трамвайный куст, в 1925 году трамвай приходит в Измайлово, в 1938 — в Новогиреево, в 1944 — в Захарково.
В 1958 году по решению Мосгорисполкома Трамвайно-троллейбусное управление и Управления пассажирского автотранспорта были объединены в Управление пассажирского транспорта Москвы (УПТМ), в ведении которого оказались все три вида наземного общественного транспорта: автобус, троллейбус, трамвай.
В 1960—1970-х годах были окончательно ликвидированы линии в западной части города и разорвано вслед за первым второе «трамвайное кольцо» вокруг Садового. Вместе с тем, новые линии были проложены в тогда ещё лишённые метро районы: Медведково (1966—1967), Чертаново (1963—1973), Хорошёво-Мнёвники (1967), Перово и Новогиреево.
25 ноября 1962 года была закрыта «артамоновская» сеть.
После закрытия линий между улицами Нижняя Масловка и Тихвинская в 1965 году и по Большой Грузинской улице в 1973 году от общей городской трамвайной сети оказалась отделена сеть Краснопресненского депо на северо-западе города.
В январе 1976 года исполком Моссовета принял постановление «О проекте изменения трамвайной сети по этапам реконструкции города» (планировалось ликвидировать 35 км путей на существующих участках, а также строительство новых). По этому постановлению в 1980 году было прекращено движение трамваев только по одному участку — по Школьной улице из-за реконструкции этой старомосковской улицы и застройкой соседней Тулинской улицы (Сергия Радонежского) новыми домами.
С начала 1980-х годов строительства новых линий не было, однако и ликвидация старых практически не велась, за исключением линии на Симоновском валу, которая была закрыта в 1987 году из-за пожара на заводе «Динамо». Также в середине 1980-х годов прекращено движение на двух маршрутах в районе Лефортово: по 1-му Краснокурсантскому проезду (из-за строительства жилого дома) и по маршруту от Госпитальной улицы до Старокирочного переулка (из-за строительства Третьего транспортного кольца). При этом роль трамвая в перевозках постепенно снижалась. Последней в 1981 — 1982 годах была построена линия в Строгино.

### Постсоветский период

#### Трамвай при Юрии Лужкове
С середины 1990-х началась новая волна снятия трамвайных линий, в основном, из-за строительства Третьего транспортного кольца на крупных магистралях, прилегающих к центру. В 1995 году закрыта линия по проспекту Мира (и выведены из эксплуатации линии на улицах Трифоновской и Гиляровского), затем на Нижней Масловке из-за строительства 3-го транспортного кольца. По той же причине в начале 2000-х снимаются рельсы на Беговой улице и у метро «Улица 1905 года», а также на улице Двинцев. В результате Краснопресненское депо переносится в Строгино. 25 декабря 2004 года в связи с предстоящей реконструкцией закрыто движение по Ленинградскому проспекту. В 2008 году закрыты линии на Лесной улице и Волоколамском шоссе. Протяжённость линий в 1989—2004 гг. сократилась с 460 до 420 км (максимум в 1940-х составлял 560 км). В конце 1990-х трамваем пользовались ежедневно около 150 тысяч человек (для сравнения, в 1990 — более 800 тысяч).

#### Трамвай при Сергее Собянине
В таблице представлено количество пассажиров, перевезённых за год в миллионах человек. Из-за отсутствия технических средств для подсчёта пассажиров данные до середины 2000-х годов (когда в трамваях были установлены системы АСКП и АСМ-ПП) следует считать оценочными, а местами и недостоверными. Тем не менее, снижение доли перевозок из-за роста числа автомобилей, пробок, турникетов и сокращения протяжённости линий долгие годы было существенным и прекратилось лишь после назначения на должность мэра Москвы Сергея Собянина..  В сентябре 2024 года было открыто трамвайное движение по улице Сергия Радонежского. Также идут работы по восстановлению движения на Трифоновской улице и строится новая линия на Проспекте Академика Сахарова. В планах восстановление движения и на Улице Гиляровского.
| Год            | 1990   | 1992   | 1995   | 2000   | 2001   | 2002   | 2003   | 2004   | 2005   | 2006   | 2007   | 2008   | 2009   | 2010   | 2011   | 2012   | 2013   | 2014   | 2015   | 2016   | 2017   | 2018  |
| Москва         | 602,5  | ?      | 1431,1 | 904,0  | 891,7  | 960,2  | 703,9  | 730,0  | 522,3  | 292,7  | 267,6  | 251,5  | 229,7  | 221,0  | 214,5  | ?      | ?      | ?      | ?      | 207,0  | ?      | 219,0 |
| Россия в целом | 5999,8 | 8071,0 | 7540,0 | 7421,2 | 7353,5 | 6982,3 | 6321,0 | 5803,8 | 4123,4 | 3267,1 | 2660,3 | 2537,2 | 2216,6 | 2078,7 | 2003,6 | 1928,0 | 1629,0 | 1551,0 | 1477,9 | 1397,6 | 1327,0 | ?     |

## Конфигурация сети

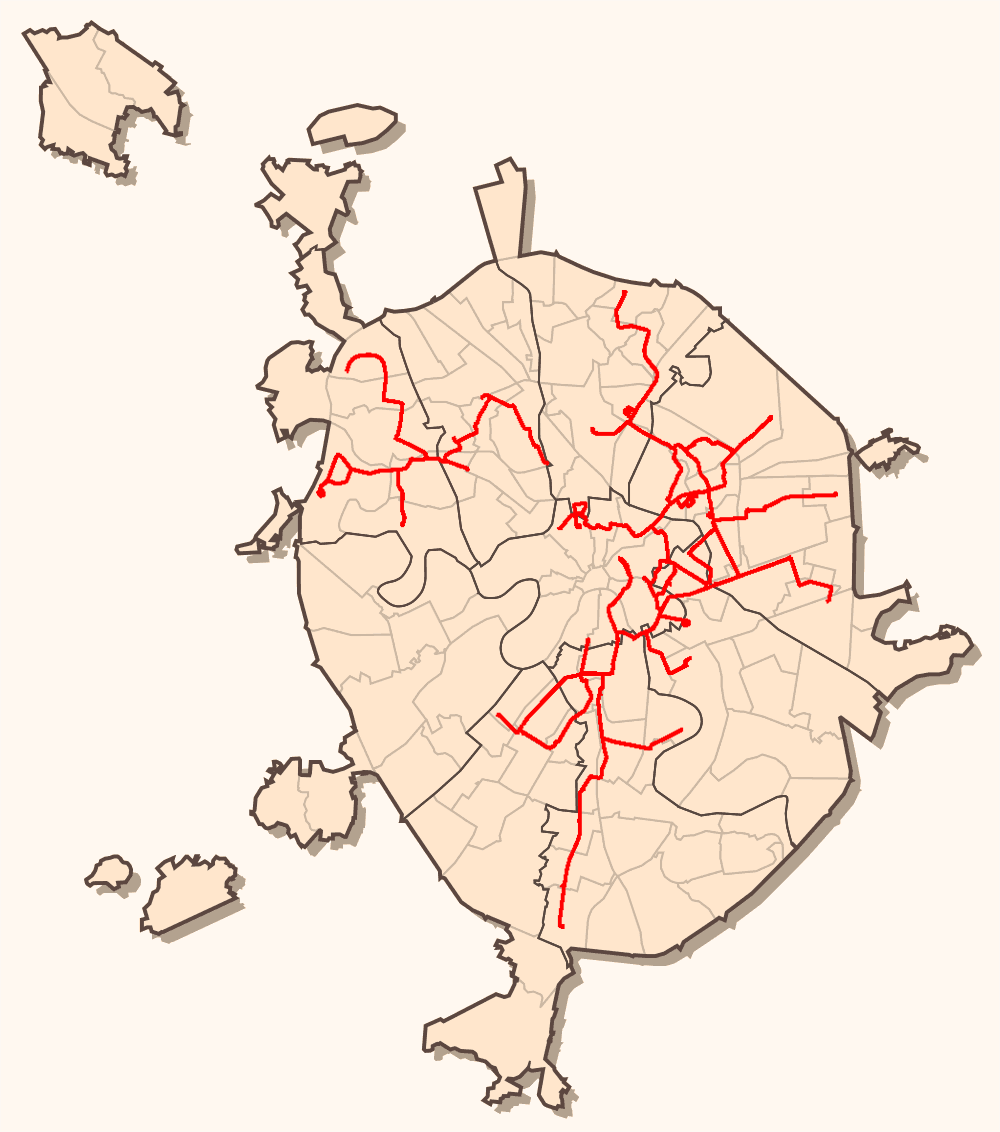
Сеть линий трамвая в Москве

#### Существующие сети
Сеть московского трамвая фактически состоит из нескольких частей, две из которых являются полностью отдельными, а остальные друг с другом связаны слабо. Ниже приводится их текущее описание по состоянию на 2020 год (сведения об изменениях линий и маршрутов см. выше в разделе История).
- Яузская сеть. Центральная часть сети — несколько пересекающих друг друга линий по обоим берегам Яузы. Появилась ещё в начале XX века для связи рабочих районов вдоль Яузы с центром (эти линии были закрыты после сооружения метро), вокзалами и друг с другом. Основная конфигурация сохранилась неизменной с 1930-х годов, хотя с тех пор густота сети сильно уменьшилась. Главные узлы сети: Комсомольская площадь, Богородское, станции метро «Бульвар Рокоссовского», «Преображенская площадь», «Семёновская», «Авиамоторная», бывшая Дангауэровская слобода, «Пролетарская» и Курский вокзал. От основной сети отходят несколько линий в восточные районы: к Октябрьскому депо, в Новогиреево, в Измайлово и по Открытому шоссе. Сеть обслуживается депо имени Русакова, депо имени Баумана, Октябрьским депо и депо имени Апакова. Помимо вышеназванных линий, имеет два больших ответвления, ставших таковыми после закрытия в 1995 году линии по проспекту Мира:[источник не указан 690 дней]
Линия в Останкино и Медведково. С остальной сетью соединяется только у Ростокинского проезда. Участок до Останкина построен в 1930-е годы, а до Медведкова — в середине 1960-х годов. Вместе с линией по проспекту Мира выполняла важные функции, когда в Медведкове не было метро. Все пути обособлены от проезжей части, за исключением улицы Бориса Галушкина и Ростокинского проезда. Длина около 14,1 км. Маршруты: 11, 17, 25.
Линия до Тверской заставы. Начинается от Каланчёвской улицы, с остальной сетью соединяется только у метро «Красносельская». В основном, представляет собой северную часть «трамвайного кольца» 1930-х годов, возникшего после переноса линий с Садового кольца. За счёт путевого развития имеет прозвище «Миусский куст». В настоящее время существует три основных трассы: до Тверской заставы, до метро «Новослободская» и вокруг МИИТа, а также два недействующих и изолированных от выезда на них ответвления по улицам Трифоновской (реконструкция началась в конце мая 2024 года) и Гиляровского (ведётся реконструкция в 2025 году). Длина действующих участков около 8,8 км. Маршруты: 7, 9, 50.
- Апаковская сеть. Древовидная сеть в центре, на юге и юго-западе. Обслуживается депо имени Апакова и Октябрьским депо. Сформировалась в 1950-е — 1960-е годы. Начинается от Зацепской площади, с остальной сетью соединяется только у метро «Пролетарская». Центр сети — Серпуховский вал, от которого расходятся линии: к Шаболовке и депо, в центр к метро «Чистые пруды» (единственная сохранившаяся линия в пределах Садового кольца), на юг в Чертаново с ответвлением до Нагатина, на юго-запад до метро «Университет» (две линии через улицу Вавилова и через Черёмушки). До постройки Серпуховского радиуса Московского метрополитена ответвление в Чертаново играло важную роль для связи новых южных районов города с ближайшей для того времени станцией метро «Каховская». Общая длина линий около 42 км, более половины путей обособлено от проезжей части. Маршруты: 3, 38 (депо имени Апакова); А, 1, 3, 14, 16, 26, 39, 47, 49 (Октябрьское депо).
- Краснопресненская сеть. Крестообразная сеть на северо-западе, с 1973 года полностью изолирована. Обслуживается Краснопресненским депо (в 2002 году переведено на новую территорию в Строгино, но сохранило старое название). В основном, сформировалась в 1950-е годы, в 1981 и 1982 годах открыты две линии в Строгине (последние в Москве, сооружённые полностью «с нуля»). Центром сети является метро «Щукинская», от которой расходятся линии: на север в Тушино, на запад в Строгино, на юг к проспекту Маршала Жукова, на восток к метро «Сокол», в Коптево и к метро «Дмитровская». В ходе планировавшейся ранее реконструкции Московского монорельса (фактически закрытие системы и замена её трамваем) одной из задач являлось связывание этой сети с основной путём продления трамвайной линии по улице Академика Королёва до линии на улице Костякова[28], частично используя существующие эстакады. Общая длина линий около 35 км, практически все пути обособлены от проезжей части. Маршруты: 6, 10, 15, 21, 23, 27, 28, 29, 30, 31.

#### Ликвидированные сети
- Артамоновская сеть[29]. Существовала с 1891 по 1962 год в западной и юго-западной части прежней Москвы (Арбат, Остоженка, Хамовники, Лужники, Дорогомилово, Фили). Обслуживалась трамвайным депо имени И. И. Артамонова. После закрытия 14 августа 1957 года соединительного пути между улицами Плющиха и Заморёнова превратилась в изолированный от общегородской трамвайной сети «артамоновский куст», состоящий из четырёх маршрутов: 13 «Улица 10-летия Октября — Крымская площадь», 30 «Фили — Киевский вокзал», 31 «Фили — Улица 10-летия Октября» и 42 «Фили — Крымская площадь». Окончательно закрыта 25 ноября 1962 года. В 60-е годы трамвайные пути были разобраны, депо имени И. И. Артамонова преобразовано в 5-й троллейбусный парк.

## Маршруты

Карта маршрутов (2023)

### Действующие
| №  | Конечные пункты                            | Депо               | Примечания                                                         |
| -- | ------------------------------------------ | ------------------ | ------------------------------------------------------------------ |
| А  | Калитники — Чистые пруды                   | Октябрьское        |                                                                    |
| 1  | Чертаново Южное — Москворецкий рынок       | Октябрьское        |                                                                    |
| 2  | Курский вокзал — 3-я Владимирская улица    | Русакова           |                                                                    |
| 3  | Чертановская — Чистые пруды                | Октябрьское и ТРЗ  |                                                                    |
| 4  | Бульвар Рокоссовского — Курский вокзал     | Баумана            |                                                                    |
| 6  | Братцево — Сокол                           | Краснопресненское  |                                                                    |
| 7  | Бульвар Рокоссовского — Белорусский вокзал | Баумана            |                                                                    |
| 9  | Белорусский вокзал — МИИТ                  | ТРЗ                | Работает только по будням                                          |
| 10 | Улица Кулакова — Щукинская                 | Краснопресненское  |                                                                    |
| 11 | Останкино — Восточное Измайлово            | Баумана и Русакова |                                                                    |
| 12 | Восточное Измайлово — Дубровка             | Русакова           |                                                                    |
| 13 | Метрогородок — Каланчёвская улица          | Баумана            |                                                                    |
| 14 | Университет — Октябрьская                  | Октябрьское        | В отличие от маршрута № 26 следует по улице Вавилова               |
| 15 | Таллинская улица — Сокол                   | Краснопресненское  |                                                                    |
| 16 | Чертаново Южное — Даниловская мануфактура  | Октябрьское        |                                                                    |
| 17 | Медведково — Останкино                     | Баумана            |                                                                    |
| 21 | Таллинская улица — Щукинская               | Краснопресненское  |                                                                    |
| 23 | Михалково — Сокол                          | Краснопресненское  |                                                                    |
| 25 | Останкино — Сокольники                     | Баумана            |                                                                    |
| 26 | Университет — Октябрьская                  | Октябрьское        | В отличие от маршрута № 14 следует по Большой Черёмушкинской улице |
| 27 | Дмитровская — Войковская                   | Краснопресненское  |                                                                    |
| 28 | Проспект Маршала Жукова — Сокол            | Краснопресненское  |                                                                    |
| 29 | Дмитровская — Михалково                    | Краснопресненское  |                                                                    |
| 30 | Улица Кулакова — Михалково                 | Краснопресненское  |                                                                    |
| 31 | Проспект Маршала Жукова — Войковская       | Краснопресненское  |                                                                    |
| 32 | Курский вокзал — Партизанская              | ТРЗ                |                                                                    |
| 36 | Метрогородок — Новогиреево                 | Русакова и Баумана |                                                                    |
| 37 | Новогиреево — Каланчёвская улица           | Русакова           |                                                                    |
| 38 | Черёмушки — Дом культуры «Компрессор»      | ТРЗ                |                                                                    |
| 39 | Университет — Чистые пруды                 | Октябрьское        |                                                                    |
| 43 | Угрешская — Сокольники                     | Русакова           |                                                                    |
| 46 | Метрогородок — Калитники                   | Русакова           |                                                                    |
| 47 | Нагатино — Октябрьская                     | Октябрьское        |                                                                    |
| 49 | Нагатино — Даниловская мануфактура         | Октябрьское        |                                                                    |
| 50 | Дом культуры «Компрессор» — Новослободская | Русакова           |                                                                    |

### Закрытые
| №   | Конечные пункты                                                                   | Дата закрытия          | Причина закрытия |
| --- | --------------------------------------------------------------------------------- | ---------------------- | --- |
| 1а  | Страстная площадь — Петровский парк                                               | 1911                   | |
| 1б  | Бутырская Застава — Страстная площадь                                             | 1899                   | |
| 2к  | Богородское — Метрогородок                                                        | 19 марта 2007          | Перенумерован в № 29 |
| 2с  | Лубянская площадь — Семёновская Застава                                           | 1907                   | |
| 3к  | Зацепская площадь — Балаклавский проспект                                         | 1964                   | |
| 4л  | Бульвар Рокоссовского — Бульвар Рокоссовского (кольцевой, против часовой стрелки) | 15 октября 2022        | Объединён с маршрутом № 4п в № 4 |
| 4п  | Бульвар Рокоссовского — Бульвар Рокоссовского (кольцевой, по часовой стрелке)     | 15 октября 2022        | Объединён с маршрутом № 4л в № 4 |
| 5   | Ростокино — Останкино                                                             | 11 мая 1997            | Закрытие конечной станции «ВДНХ-Южная» и продление маршрута № 17 в Останкино |
| 5к  | Медведково — Новослободская                                                       | 5 ноября 1995          | Реконструкция Крестовского путепровода и последующее закрытие трамвайного движения по проспекту Мира от Рижского вокзала до ВДНХ |
| 6а  | Брестский вокзал — Страстная площадь                                              | 1907                   | |
| 6б  | Брестский вокзал — Охотный Ряд                                                    | 1907                   | |
| 6с  | Сокольническая Застава — Лубянская площадь                                        | 1907                   | |
| 6к  | Братцево — Восточный мост                                                         | 18 сентября 2017       | Объединён с маршрутом № 6 |
| 7д  | Серпуховская площадь — Воробьёвы горы                                             | 1916                   | |
| 7к  | Сокольническая Застава — Бульвар Рокоссовского                                    | 19 марта 2007          | Перенумерован в № 33 |
| 8   | 3-я Владимирская улица — Новоконная площадь                                       | 6 октября 2018         | Объединён с маршрутом № 38 после окончания ремонтных работ на Большой Калитниковской улице |
| 8а  | Сухаревская площадь — Стромынка (Боевская богадельня)                             | 1905                   | |
| 8к  | Сокольническая Застава — Черкизово                                                | 1945                   | |
| 9к  | Площадь Марины Расковой — Михалково                                               | 1944                   | |
| 11к | Богородское — Останкино                                                           | 22 июня 2012           | Компенсационный маршрут в связи с ремонтом путей на Краснобогатырской улице |
| 12д | Покровская Застава — Лубянская площадь                                            | 1911                   | |
| 12к | Серпуховской Вал — Проезд Энтузиастов                                             | 1969                   | |
| 13к | Всехсвятское — Покровское-Стрешнево                                               | 1943                   | |
| 18  | Улица 8 Марта — Трубная площадь                                                   | 6 июня 1965            | Строительство Савёловской эстакады |
| 18* | Царский проезд — Воробьёвы горы                                                   | 1916                   | |
| 18к | ТСХА — Трубная площадь                                                            |                        | |
| 19  | Новослободская — МИИТ                                                             | 4 марта 2019           | Объединён с маршрутом № 50 |
| 20  | Курский вокзал — Красноказарменная площадь                                        | 28 августа 2021        | Реконструкция железнодорожного путепровода в районе Сыромятнического тоннеля |
| 20п | Курский вокзал — Пролетарская                                                     | 24 августа 2019        | Ремонт путей на Красноказарменной улице с установлением временной трассы маршрута № 43 |
| 22  | Университет — Черёмушки                                                           | 1 октября 2012         | Объединён с маршрутом № 26 |
| 22к | Тестовский посёлок — Площадь Свердлова                                            | 1945                   | |
| 23к | Михалково — Площадь Марины Расковой                                               | 1964                   | |
| 24  | Дом культуры «Компрессор» — Курский вокзал                                        | 21 мая 2022 (временно) | Реконструкция железнодорожного путепровода в районе Сыромятнического тоннеля и строительные работы в районе метро «Площадь Ильича» |
| 25к | Краснопресненская — Шмитовский проезд                                             | 11 августа 1973        | Закрыт через 4 месяца после раскола трамвайной сети и отрезания от основного маршрута в связи с переустройством трамвайного перекрёстка на углу Трёхгорного вала и улицы Заморёнова, а также ликвидацией кольца возле метро «Краснопресненская» |
| 26к | Университет — Черёмушки                                                           | 19 марта 2007          | Перенумерован в № 22 |
| 27к | Дмитровская — Коптево                                                             | 14 марта 2020          | Перенумерован в № 29 |
| 28к | Щукинская — Проспект Маршала Жукова                                               | 6 мая 2016             | Оптимизация транспортной сети |
| 29к | Белорусский вокзал — Улица 10 лет Октября                                         | 1956                   | |
| 30к | Фили — Киевский вокзал                                                            | 1944                   | Фактически заменён троллейбусами № 2 и 39 |
| 31к | Краснопресненская Застава — Фили                                                  | 1945                   | |
| 32к | Семёновская — 16-я Парковая улица                                                 | 1988                   | |
| 33  | Бульвар Рокоссовского — Сокольническая Застава                                    | 19 марта 2007          | Оптимизация транспортной сети |
| 33* | Лубянская площадь — Воробьёвы горы                                                | 1916                   | |
| 34  | Семёновская — 16-я Парковая улица                                                 | 17 октября 2022        | Оптимизация транспортной сети |
| 34к | Семёновская — 16-я Парковая улица                                                 | 20 апреля 2019         | Объединён с маршрутом № 34 |
| 35  | Новоконная площадь — 2-я улица Машиностроения                                     | 19 июля 2020           | Объединён с маршрутом № А |
| 35к | Нагатино — Нижние Котлы                                                           | 1 февраля 2014         | Оптимизация транспортной сети |
| 36к | Метрогородок — Семёновская                                                        | 1988                   | |
| 37к | Площадь трёх вокзалов — Красноказарменная площадь                                 | 26 октября 2019        | Компенсационный маршрут в связи с ремонтом путей на Красноказарменной улице |
| 38к | Новоданиловский проезд — Черёмушки                                                | 14 февраля 2014        | Оптимизация транспортной сети |
| 40  | Дубровка — Октябрьское трамвайное депо                                            | 15 февраля 2023        | Компенсационный маршрут в связи со строительными работами на шоссе Энтузиастов |
| 41  | Политехнический музей — Автозаводская улица                                       | 8 мая 1956             | Ликвидация линии у Политехнического музея |
| 42  | Фили — Крымская площадь                                                           | 16 августа 1958        | Ликвидация линии на улице Льва Толстого |
| 42к | Октябрьская — МГУ                                                                 | 1957                   | Перенумерован в № 14 |
| 43к | Пролетарская — Угрешская                                                          | 1 декабря 2009         | Заменён маршрутом № 40 с более длинной трассой |
| 44  | Богородское — Дангауэровская Слобода                                              | 1951                   | Объединён с маршрутом № 46 |
| 45  | Новоконная площадь — Курский вокзал                                               | 24 сентября 2024       | Открытие линии по улице Сергия Радонежского, заменён маршрутами № 2, 43 и 46 |
| 46к | Бульвар Рокоссовского — Партизанская                                              | 1998                   | |
| 47к | Нижние Котлы — Нагатино                                                           | 19 июля 2020           | Заменён маршрутом № 49 |
| 48  | Красноказарменная площадь — Калужская Застава                                     | 8 мая 1956             | |
| 48к | Бауманская площадь — Зацепская площадь                                            | 1950                   | |
| 49к | Ленинская Слобода — Посёлок ЗИС (ЗИЛ)                                             | 1944                   | |
| 51  | Комсомольская площадь — 3-я Владимирская улица                                    | 1953                   | Перенумерован в № 37 и продлён |
| 52  | 1-я Новотихвинская улица — Трубная площадь                                        | 1953                   | |
| 53  | Политехнический музей — Дангауэровская Слобода                                    | 1950                   | |
| 54  | Савёловская — Улица 10 лет Октября                                                | 1949                   | |
| АВ  | Виндавский вокзал — Алексеевская водокачка                                        | 1923                   | |
| Ак  | Краснопресненская — Шмитовский проезд                                             | 1967                   | Перенумерован в № 25к |
| Б   | Курский вокзал — Сокольническая Застава                                           | 28 августа 2021        | Реконструкция железнодорожного путепровода в районе Сыромятнического тоннеля |
| Бд  | Таганская площадь — Смоленский рынок                                              | 1925                   | |
| Бк  | Клиническая площадь — Таганская площадь                                           | 1945                   | |
| В   | Автозаводская улица — Проезд Энтузиастов                                          | 1987                   | |
| Г   | Западное кольцо                                                                   | 1938                   | |
| Д   | Северо-Западное кольцо                                                            | 1939                   | |
| К   | Серпуховской Вал — Нагатино                                                       | 1940                   | |
| Н   | Новоконная площадь — 3-я Владимирская улица                                       | 28 октября 2000        | Перенумерован в № 8 |
| Р   | Крестьянская Застава — Станция Бойня                                              | 1945                   | |
| СБ  | Петроградское шоссе — Николаевские казармы                                        | 1918                   | |
| СК  | Сокольническое кольцо                                                             | 1954                   | |
| Ч   | Ленинские горы — Посёлок Совкино (Мосфильм)                                       | 1937                   | |

## Путевое хозяйство

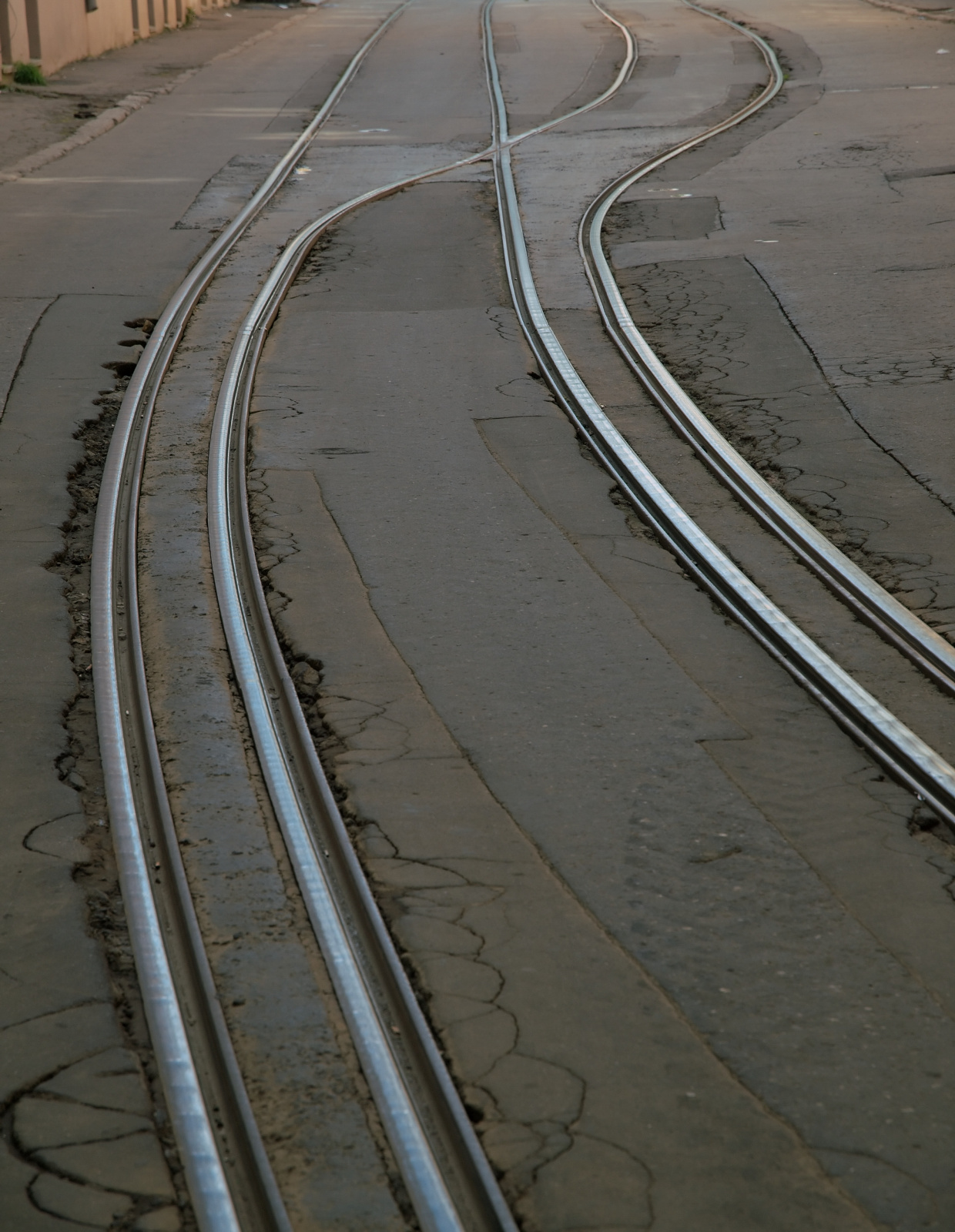
Сыромятническое сплетение путей перед тоннелем под южной горловиной Курского вокзала

В 2018 году общая протяжённость путей московского трамвая в однопутном исчислении составляет 418 км. Преобладающие конструкции путей — классическая шпально-щебёночная и классическая шпально-песчаная. Имеются также участки, построенные по бесшпальной технологии. Около 16 км путей в однопутном исчислении имеют иные типы конструкции (недоступная ссылка).
По данным на 1 января 2008 года, наиболее распространённый тип покрытия путей московского трамвая — песчано-бетонная плитка (308 км). Велика также протяжённость путей с асфальтовым покрытием (60 км). 8 км путей имеют блочное покрытие (это участки с бесшпальной конструкцией), ещё 8 км покрыты булыжным камнем (прежде этот вид покрытия был значительно более распространённым, к настоящему времени он вытеснен другими видами). В местах пересечения трамвайных путей с автомобильным дорогами укладываются резиновые панели (7 км). Лишь на немногих участках уложены крупноразмерные железобетонные плиты (1 км) и резиново-железобетонные плиты (0,02 км). 25 км путей не имеют покрытия (недоступная ссылка).
С 2010 по 2015 год в Москве было отремонтировано 140 км путей с использованием шумопоглощающих технологий, что снизило уровень вибрации от движения трамваев. В период с 2010 по 2016 год в общей сложности реконструировали около 200 км трамвайных путей, а 244 км были обособлены от автомобильной проезжей части.

### Трамвайно-железнодорожные пересечения
Ликвидированные

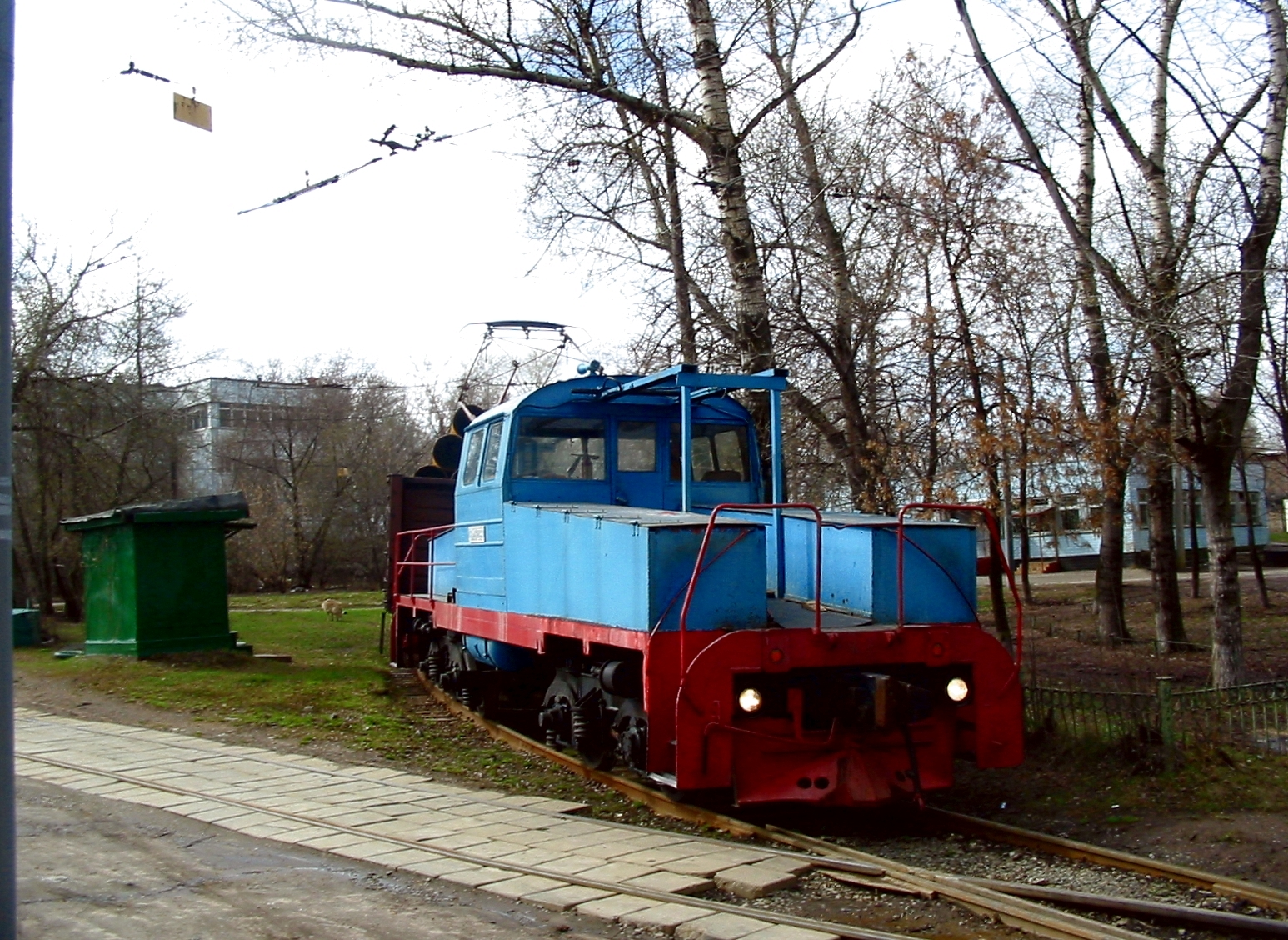
Маневровый электровоз ЭПМ3б, обслуживавший подъездной путь у станции Угрешская

- На Волочаевской улице севернее Трамвайно-ремонтного завода с веткой от станции Северный Пост на завод «Кристалл» с 1911 года. С конца 2000-х годов не действует и частично разобрана[36]. Несмотря на это, в 2012 году[37] в ходе капитального ремонта данного участка трамвайной линии было заменено и пересечение, но в 2021 году переезд был разобран. По состоянию на 2023 год ветка полностью разобрана. Переезды на Волочаевской и на улице Золоторожский вал заасфальтированы. На территории завода «Серп и Молот» рельсы разобраны в связи с застройкой территории, станция Северный пост заканчивается тупиком.
- На Угрешской улице на территории конечной станции «Угрешская» два пересечения с веткой от станции Угрешская на территорию Службы материально-технического обеспечения ГУП «Мосгортранс», на месте которой планируется построить автобусный парк[38]. В этом месте до конца 2020 года находилось единственное в Москве соединение трамвайных путей с сетью железных дорог, ныне частично разобранное. Со стороны системы трамвая до границы со станцией Угрешская ветка электрифицирована трамвайной контактной сетью, ранее обслуживалась маневровым электровозом ЭПМ3б-2099, ныне выведенным из эксплуатации[39] (переделан из тепловоза ТГМ3).

### Выделенные трамвайные полосы
С 2016 года начался проект по обособлению трамвайных путей. На Халтуринской, Первомайской и улице Костякова, а также на Чистопрудном бульваре были установлены камеры фото и видеофиксации, а на 24 улицах Москвы появились выделенные полосы с разметкой.
Исторически обособленные и обособленные вновь
- На Сходненской улице
- На Волоколамском шоссе
- На улице Героев-Панфиловцев
- На Авиамоторной улице
- На площади Академика Люльки
- На проспекте Андропова
- На Богородском шоссе
- На проспекте Будённого
- На улице Вавилова
- На Главной аллее
- На Госпитальном Валу
- На Краснобогатырской улице
- На Матросском мосту
- На Михалковской улице
- На Нагатинской улице
- На улице Новинки
- На Первомайской улице
- На Преображенской площади
- На Семёновской площади
- На Симферопольском бульваре
- На Симферопольском проезде
- На Красноказарменной улице[40]

Выделенные разметкой
- На Авиамоторной улице
- На улице Бориса Галушкина
- На улице Костякова
- На Тимирязевской улице
- На Щербаковской улице[40]

## Трамвайные депо Москвы

Карта московских трамвайных депо

### Существующие

#### Трамвайное депо им. Апакова (№ 1)
- Линейный подвижной состав: 71-931М «Витязь-М».
- Служебный подвижной состав:
- Маршруты: 3, 14, 26, 38, 39, 47.

#### Трамвайное депо им. Баумана (№ 2)
- Линейный подвижной состав: 71-931М «Витязь-М».
- Служебный подвижной состав: Татра-Т3, ВТК-01, ГС-4 (КРТТЗ), 71-608КМ, ГС-4 (ГВРЗ), желобоочистительная тележка, РШМв-1.
- Маршруты: 4, 7, 11, 13, 17, 25, 36.

#### Краснопресненское трамвайное депо (№ 3)

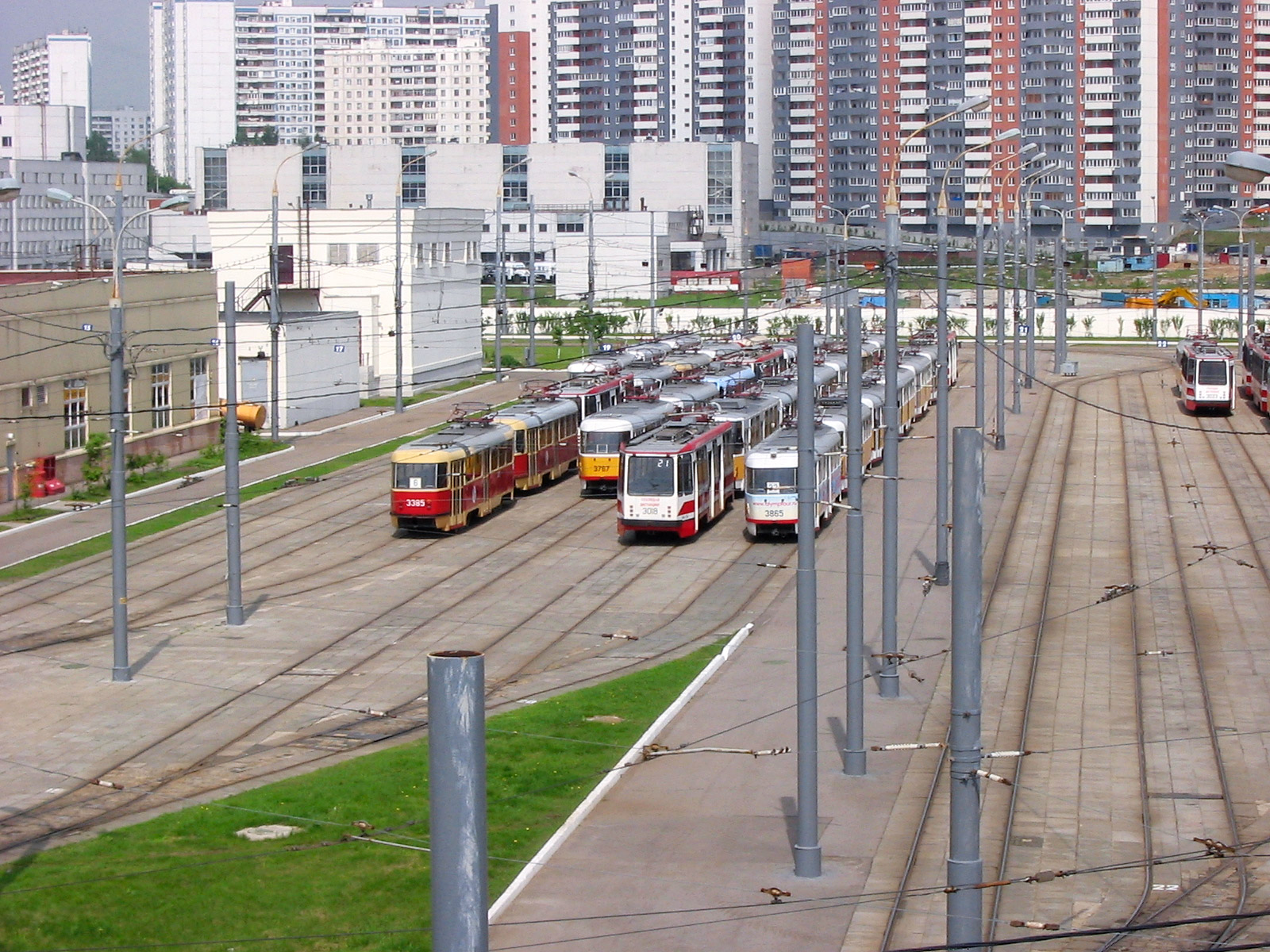
Вид на Краснопресненское трамвайное депо в районе Строгино

- Линейный подвижной состав: 71-911ЕМ «Львёнок», 71-931М «Витязь-М».
- Служебный подвижной состав: Tatra T3SU, ГС-4 (ГВРЗ), ГС-4 (КРТТЗ), желобоочистительная тележка, ЛМ-99АЭ (буксир)
- Маршруты: 6, 10, 15, 21, 23, 27, 28, 29, 30, 31.

#### Октябрьское трамвайное депо (№ 4)
- Линейный подвижной состав: 71-931М «Витязь-М».
- Служебный подвижной состав: 71-608КМ, Tatra T3SU, ГС-4 (КРТТЗ), ВТК-01, 71-617, ГС-4 (ГВРЗ), желобоочистительная тележка ВК-81Б, РШМв-1.
- Маршруты: А, 1, 16, 49.

#### Трамвайное депо имени Русакова (№ 5)
- Линейный подвижной состав: 71-931М «Витязь-М».
- Служебный подвижной состав: 71-608КМ, Tatra T3SU, ВТК-01, ГС-4 (ГВРЗ), 71-608К, 71-616, Tatra T3SU (двухдверная), ГС-4 (КРТТЗ), желобоочистительная тележка, желобоочистительная тележка ВК-81Б, РШМв-1.
- Маршруты: 2, 11, 12, 36, 37, 43, 46, 50.

#### Лефортовское трамвайное депо (№ 6)
- Линейный подвижной состав: 71-623-02.
- Служебный подвижной состав: ГС-4 (ГВРЗ), ГС-4 (КРТТЗ), 71-608КМ, Tatra T3SU, Tatra T3SU (двухдверная), 71-617, двухосный моторный СВАРЗ, ЛТ-10, МТТЕ, РШМв-1.
- Маршруты: 3, 9, 32, 38.

### Закрытые

#### Андреевский трамвайный парк
Андреевский трамвайный парк — один из старейших в Москве, был открыт 29 июля 1885 года. Парк находился на Долгоруковской улице. Впоследствии был реконструирован Вторым (Бельгийским) обществом для обслуживания электрических трамваев Долгоруковской линии. В послевоенные годы, после демонтажа трамвайных путей и передачи подвижного состава в другое депо, в зданиях парка разместился Завод по изготовлению инструмента и нестандартного технологического оборудования «ЗИНТО» «Мосгортранса». В начале XXI века завод обанкротился и был снесён. Сейчас на месте бывшего Андреевского трамвайного парка находится многофункциональный жилой комплекс «Итальянский квартал». 

#### Богородский трамвайный парк
Богородский парк конно-железных дорог был открыт в 1886 году.

#### Бутырский трамвайный парк
Бутырский трамвайный парк (Бутырский парк конно-железных дорог) был открыт 29 июня 1886 года. Находился на пересечении улиц Новая Башиловка и Нижняя Масловка В 1898—1899 годах реконструирован 2-м Бельгийским акционерным обществом для обслуживания электрических трамваев Фалькенрид Петровской линии. Проект реконструкции выполнил инженер А. В. Бари, который при проектировании остеклённых покрытий ангаров использовал систему инженера В. Г. Шухова, применённую тем при строительстве Киевского вокзала в Москве. После реконструкции Бутырский парк получил название «Электрический». 6 апреля 1899 года открылось регулярное движение вагонов электрического трамвая Первого Общества конно-железных дорог от Бутырской заставы по Нижней и Верхней Масловке до Петровского парка (Старый Петровско-Разумовский проезд). В 1932 году образовано Бутырское грузовое депо, и стали обслуживаться только грузовые трамвайные вагоны. 8 августа 1934 года парк закрыт, весь подвижной состав был переведён в недавно построенное Ростокинское трамвайное депо (Трамвайное депо имени Баумана). С того времени и до 2014 годоа здесь находилась Служба пути Мосгортранса. В 2014 году принято решение о закрытии дистанции и продаже комплекса зданий службы пути. в 2016 году территория была продана. Новый собственник завершил реставрацию в 2021 году. В настоящее время в зданиях трамвайного депо располагается банный комплекс.

#### Миусский трамвайный парк
Миусский трамвайный парк (Трамвайное депо имени П. М. Щепетильникова) Находился в центре Москвы, на Лесной улице 55°46′45″ с. ш. 37°35′28″ в. д.. Построен в 1874 году как парк конно-железных дорог. В 1907 году Миусский парк полностью перешёл на обслуживание вагонов электрического трамвая. В 1921 году переименован в Трамвайный парк имени П. М. Щепетильникова. Миусский трамвайный парк был не только трамвайным депо, но и служил мастерскими для ремонта всех трамваев города. В 1952 году началось переоборудование трамвайного парка под троллейбусный. В 1957 году эксплуатация трамваев была прекращена. До 12 апреля 2014 здания использовались в качестве троллейбусного парка (4-й троллейбусный парк ГУП «Мосгортранс»). На 2019 год здания бывшего депо, являющиеся памятниками архитектуры, реконструированы в фуд-корт «Депо».

#### Пресненский трамвайный парк
Пресненский трамвайный парк (Краснопресненское трамвайное депо) был заложен в 1909 году на пустовавшей тогда территории рядом с Ваганьковским кладбищем. 55°46′10″ с. ш. 37°33′29″ в. д. Был окончательно достроен в начале 1920-х годов. В 1925 году переименован в Краснопресненское трамвайное депо. После разборки в 1973 году трамвайного пути на Большой Грузинской улице и разделения единой трамвайной сети Москвы на две изолированные друг от друга части, Краснопресненское трамвайное депо стало обслуживать составы Строгинской сети. В 2002 году после разборки трамвайных путей на Беговой улице Краснопресненское трамвайное депо было перенесено в Строгино. В 2000-х годах на площадку в Ваганьково переведён 5-й троллейбусный парк, который в 2016 году присоединён к Филиалу Центральный, а в конце 2020 года он был перепрофилирован для работы автобусов Mercedes-Benz O345 Connecto и двух учебных автобусов ЛиАЗ-5292.22-01, где полностью начала работать третья колонна Филиала Центральный.

#### Ремизовский трамвайный парк
Ремизовский парк конно-железных дорог находился по адресу: улица Коровий вал, дом 5 55°43′43″ с. ш. 37°37′13″ в. д.. Принадлежал Второму («Бельгийскому») обществу. 23 мая 1895 года в Ремизовском парке произошёл пожар, после чего здание долго не восстанавливалось. Окончательно парк был закрыт решением Московской Городской Думы от 15 апреля 1914 года, здание было переделано во Вторую городскую хлебопекарню (впоследствии — Хлебозавод № 1 имени Максима Горького, затем завод мучнисто-кондитерских изделий «Добрынинский»). В ходе выполнения городской Программы по выводу промышленных предприятий из центральной части Москвы в 2006 году завод переведён на Электрозаводскую улицу, а здание снесено.

#### Рязанский трамвайный парк
Рязанский трамвайный парк (Трамвайное депо имени Н. Э. Баумана) построен в 1910—1911 годах позади Рязанского (ныне Казанского) вокзала на Новорязанской улице, дом 23. 55°46′21″ с. ш. 37°39′43″ в. д. Официальное открытие парка состоялось 14 апреля 1911 года. Закрыт в 1937 году, подвижной состав был переведён в Ростокинское трамвайное депо, которое также было переименовано в Трамвайное депо имени Баумана, а площадка переоборудована во 2-й троллейбусный парк, в качестве которого и действовала до 2015 года. После ликвидации троллейбусного парка комплекс зданий реконструирован в фуд-молл «Депо. Три вокзала»

#### Сокольнический трамвайный парк
Сокольнический трамвайный парк открыт в октябре 1905 года. Находился по адресу: улица Матросская Тишина, дом 15/17 55°47′19″ с. ш. 37°41′31″ в. д.. В 1914 году, после открытия Ново-Сокольнического трамвайного парка (Трамвайное депо имени Русакова), Сокольнический парк был переоборудован в Главные трамвайные вагоноремонтные мастерские города Москвы. В годы Первой мировой и Великой Отечественной войн здесь выпускались снаряды. В настоящее время здесь находится Сокольнический вагоноремонтно-строительный завод «СВАРЗ».

#### Уваровский трамвайный парк
Уваровский трамвайный парк конно-железных дорог (Уваровский трамвайный парк, затем Трамвайное депо имени И. И. Артамонова) был построен в 1886 году на Малой Трубецкой улице (улице Усачёва), дом 1.55°43′48″ с. ш. 37°34′24″ в. д. В 1912 году парк был преобразован в трамвайное депо. В 1922 году депо присвоили имя И. И. Артамонова — слесаря этого депо, участвовавшего в Октябрьских боях 1917 года в Москве. Обслуживало ныне не существующую «артамоновскую» трамвайную сеть Москвы. С 1958 по 1962 годы трамвайное депо постепенно преобразовывалось в троллейбусный парк. В 1962 году было переименовано в 5-й троллейбусный парк Мосгортранса. В середине 2000-х годов комплекс зданий парка полностью уничтожен. Сейчас на этом месте возведён жилой комплекс «Фьюжн Парк».

### Проектируемые
- Депо на Нагатинской улице, 12. На территории находится не используемый с 2017 года 7-й троллейбусный парк, переоборудование в трамвайное депо было сорвано[41].
- Депо на Дорожной улице, 3. Депо будет построено на месте управления механизации № 28, в промзоне № 65 «Чертаново».

### Нереализованные
- Ремонтно-эксплуатационное депо на Угрешской улице, 18/1. До октября 2020 года на территории находилась Служба материально-технического обеспечения ГУП «Мосгортранс». В ноябре 2017 года объявлен конкурс на определение технического заказчика с выполнением проектно-изыскательских работ[42]. В итоге, в ноябре 2021 года было объявлено, что на данной площадке вместо трамвайного депо будет построен автобусный парк[38]. В ноябре 2022 года стало известно, что на месте бывшей территории СМТО построят транспортно-логистический узел РЖД «Южный порт» для обслуживания близлежащего завода «Москвич».
- Депо в районе Западное Бирюлёво. Существует в неоднократно менявшихся проектах трамвайных линий в Западное и Восточное Бирюлёво[43]. В настоящее время на месте запланированного трамвайного депо строится метродепо Бирюлёвской линии, с ноября 2021 года трамвайное депо запланировано на Дорожной улице.

## Подвижной состав

### Актуальный

#### Пассажирский
В 2014 году в Москву поступили первые трёхсекционные вагоны 71-414 (PESA Fokstrot). С 2017 года происходит массовое поступление трёхсекционных вагонов 71-931М «Витязь-М», в связи с этим трамваи модели 71-619 и модификации, а также модернизированные вагоны Tatra T3SU передаются в другие города. 8 мая 2021 года в Москве началась эксплуатация трамваев 71-911ЕМ «Львёнок». Номинальное количество подвижного состава постепенно снижается при одновременном росте его провозной способности. 2 сентября 2021 года в Москву прибыл первый вагон модели 71-628М (КТМ-28М), но в ноябре 2021 года контракт на поставку вагонов этой модели был расторгнут. С 4 декабря 2023 прекращена эксплуатация трамваев Pesa Fokstrot в связи с нехваткой запчастей.
ПК «Транспортные системы»

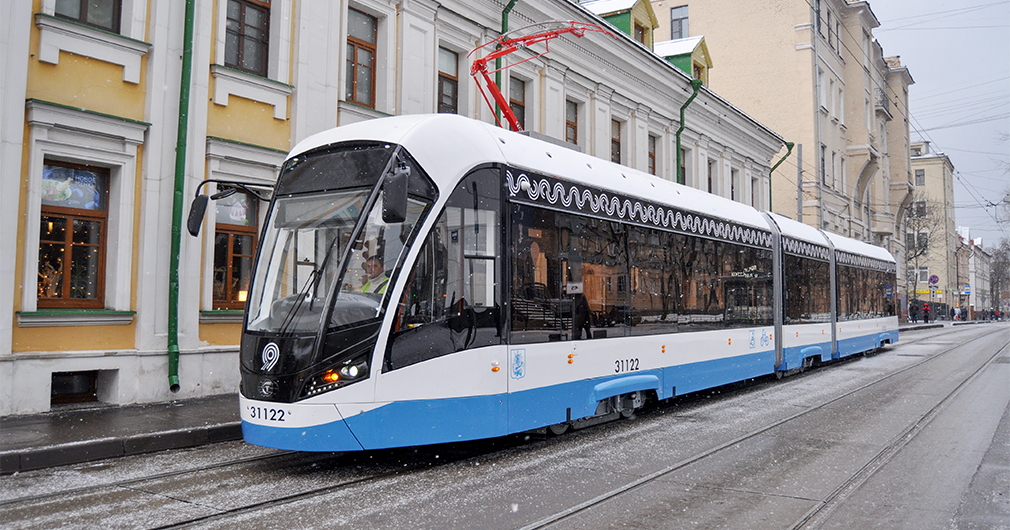
71-931М «Витязь-М» (с 2017)
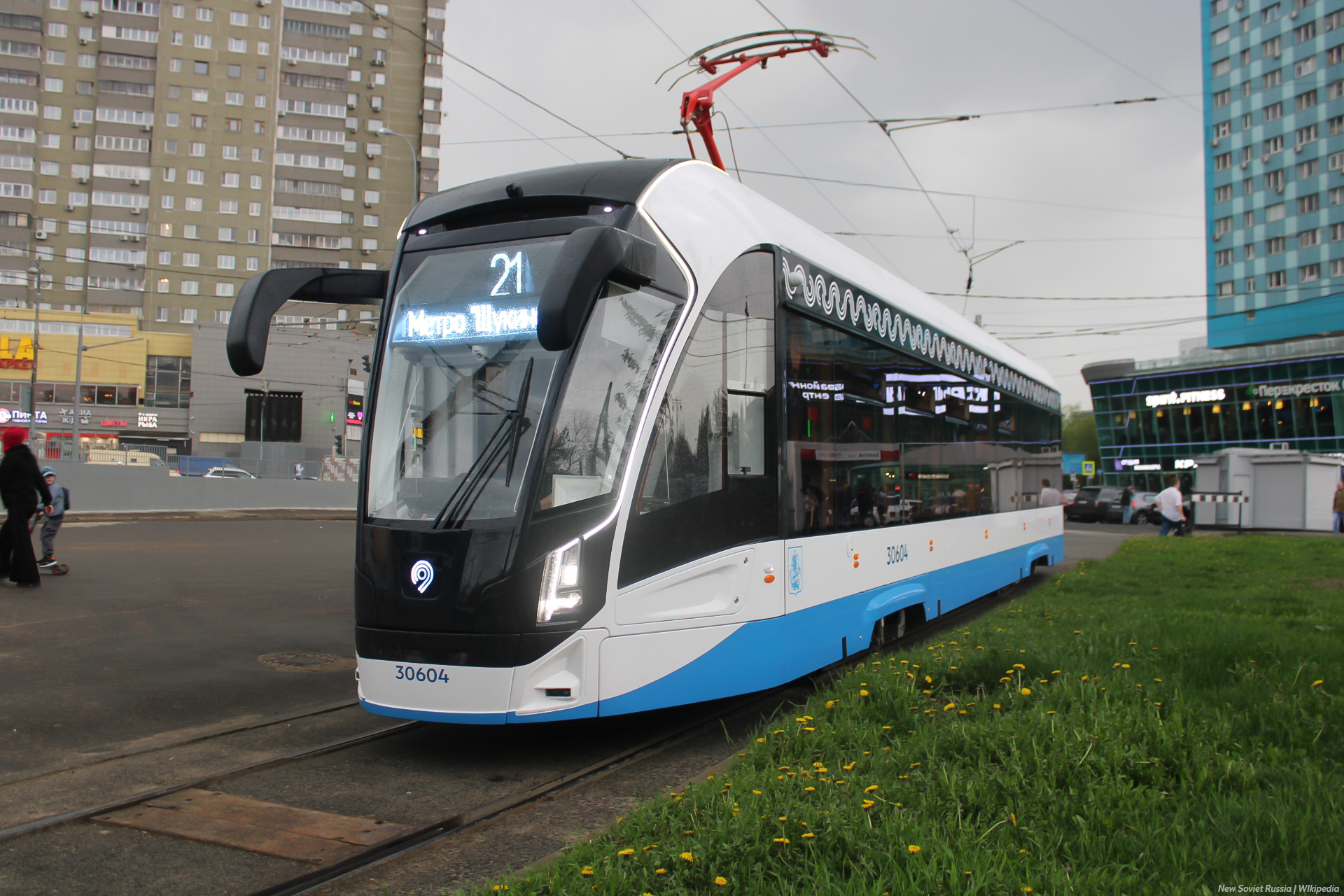
71-911ЕМ «Львёнок» (с 2021)

Усть-Катавский вагоностроительный завод

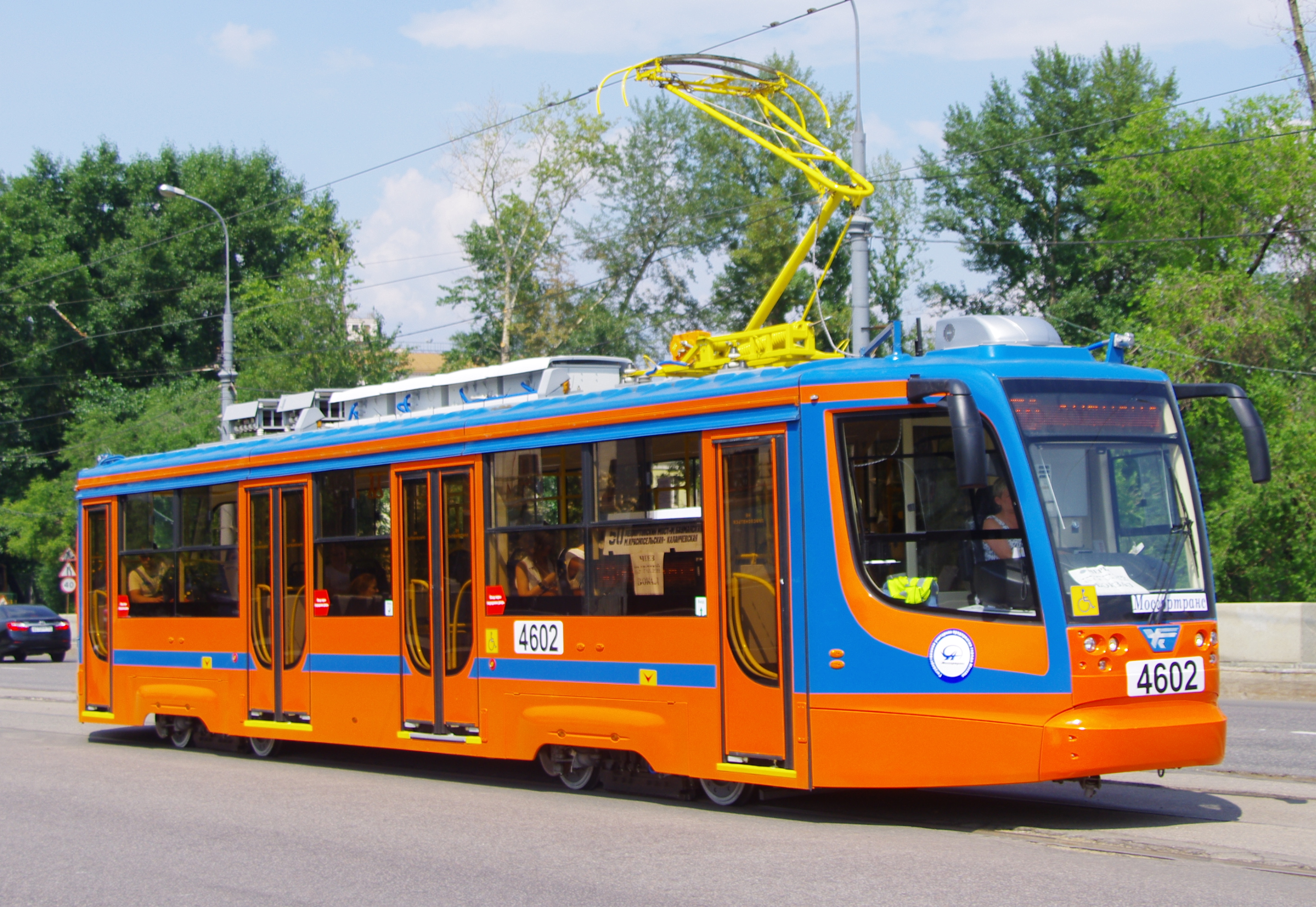
71-623-02 (с 2013)

#### Нумерация подвижного состава
- 0ххх, 0хххх — служебные вагоны
- 26xx — часть вагонов 71-623-02
- 30ххх — одиночные вагоны:
  - 301хх, 302хх, 304хх, 305хх — 71-623-02 (часть), Татра T3SU (мод.)
  - 306хх — 71-911ЕМ, Tatra KT3R «Кобра» (30699)
- 31ххх — 71-931М
- 35хх — Pesa Fokstrot

#### Служебный

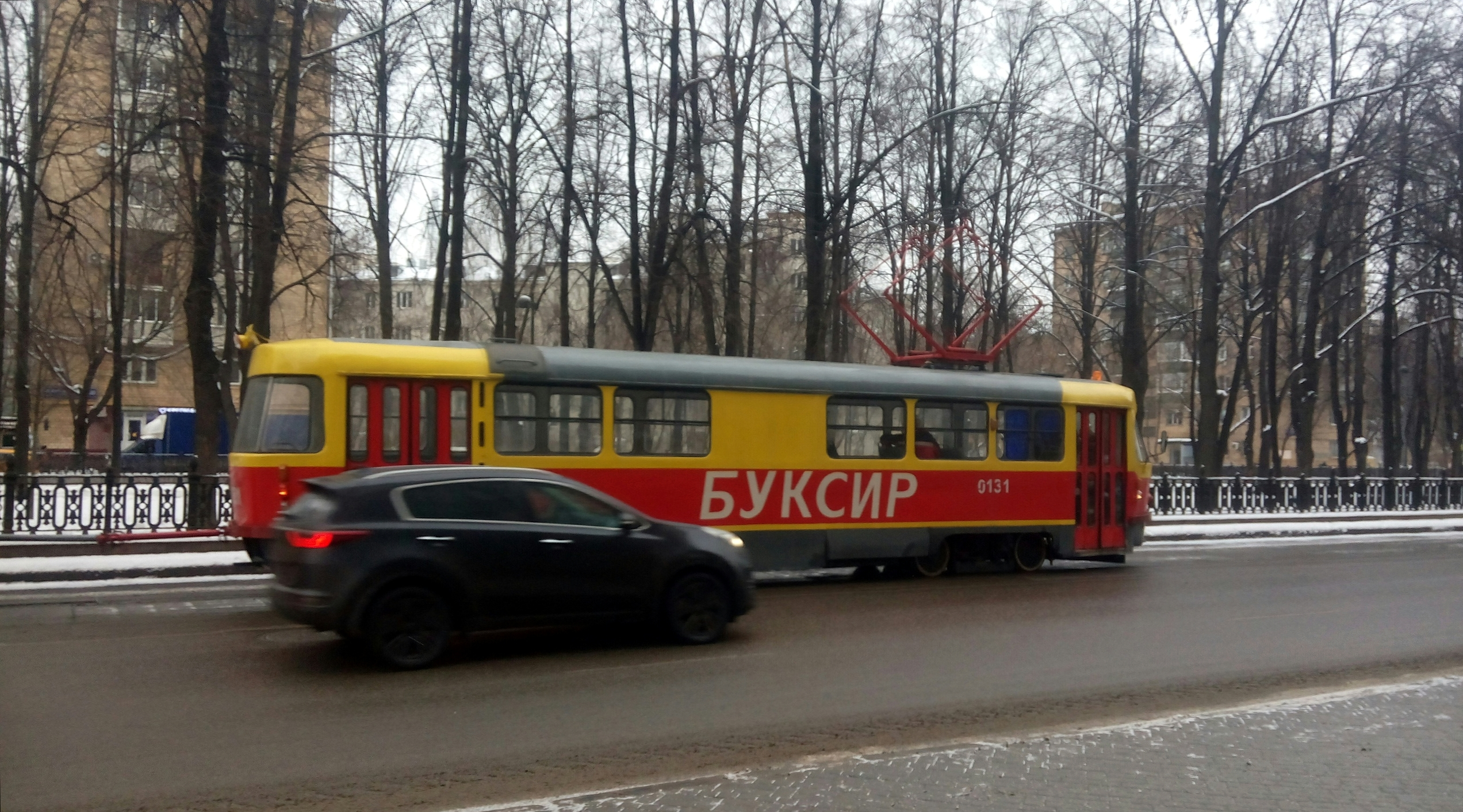
Буксир на базе Tatra T3SU

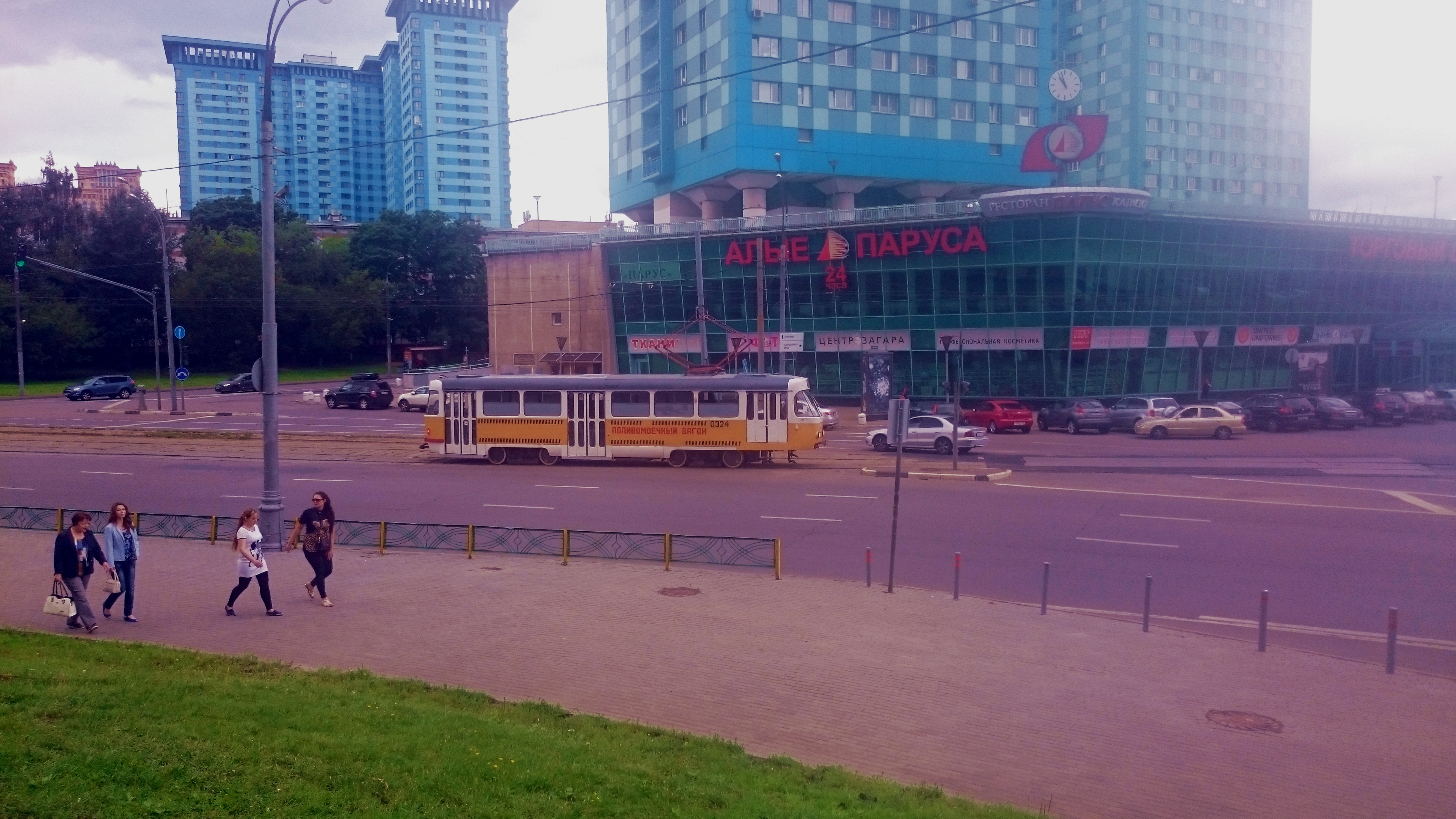
Поливомоечный вагон на базе Tatra T3SU

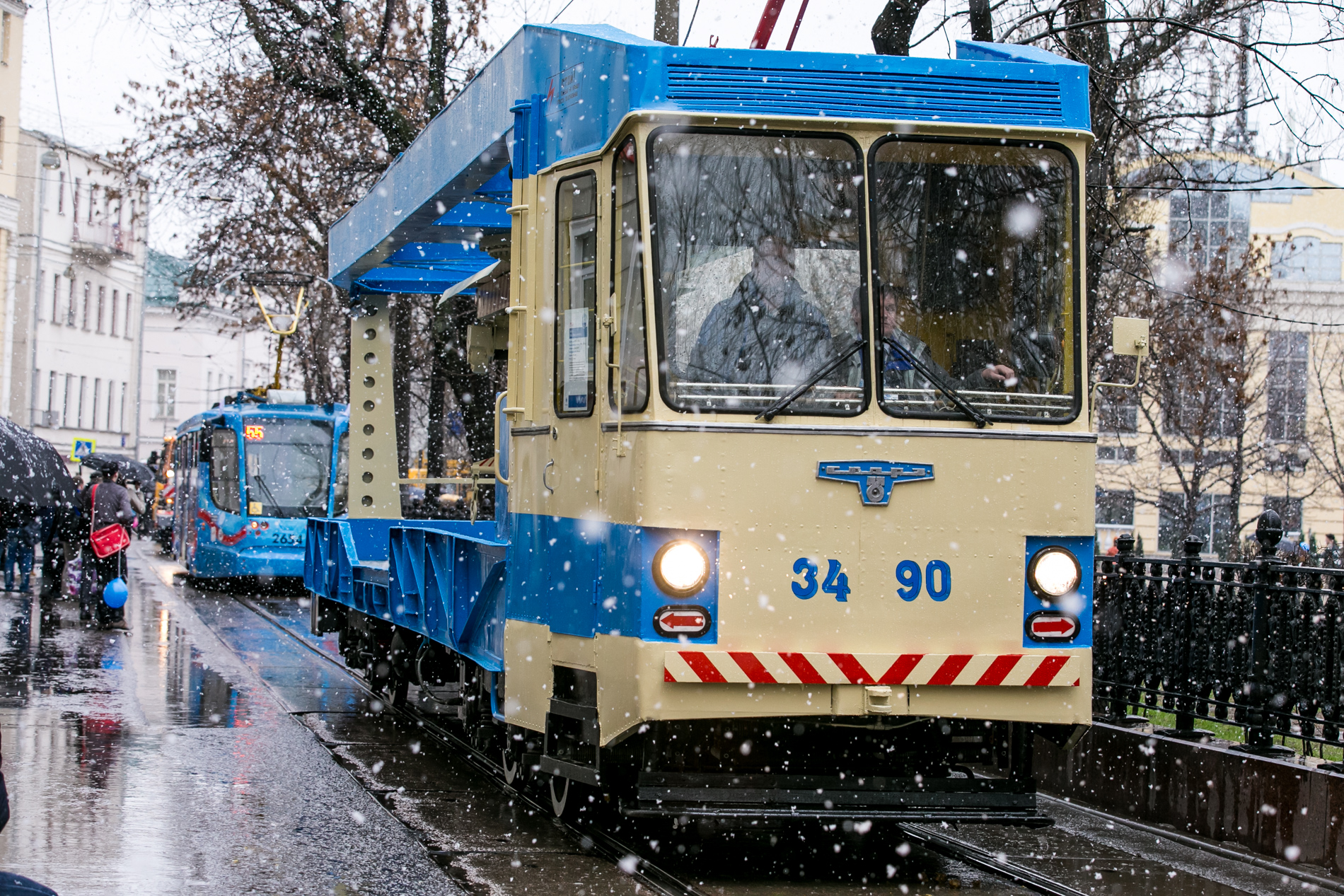
Рельсотранспортёр СВАРЗ РТ-3 № 3490

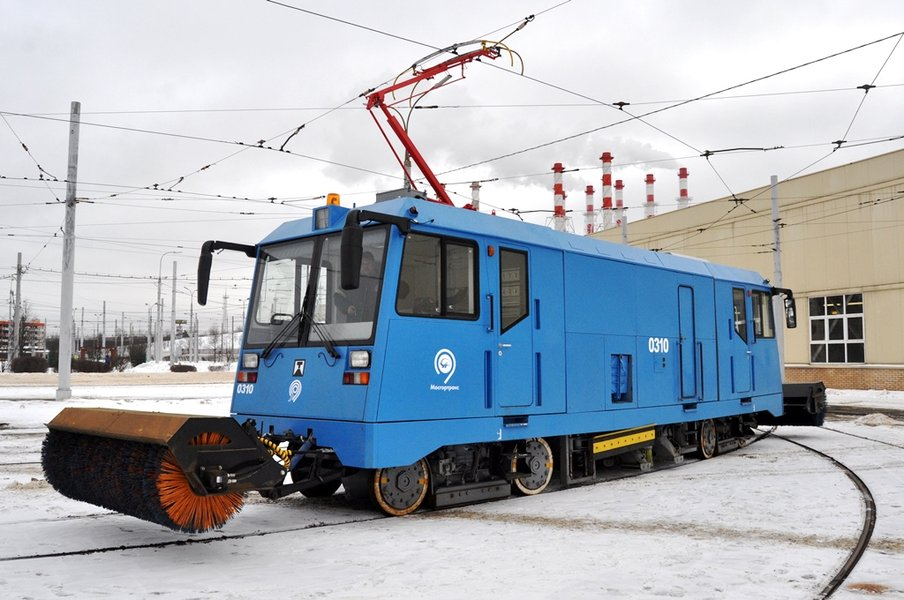
Снегоочиститель РОСТ № 0310

| Тип                                          | Модель                             |
| -------------------------------------------- | ---------------------------------- |
| Крановые платформы                           | Двухосный моторный СВАРЗ           |
| Крановые платформы                           | Tatra T3SU                         |
| Снегоочистители                              | ГС-4 (ГВРЗ)                        |
| Снегоочистители                              | ГС-4 (КРТТЗ)                       |
| Снегоочистители                              | ВТК-01                             |
| Лаборатории контактной сети                  | Tatra T3SU [двухдверная]           |
| Лаборатории контактной сети                  | Tatra T3SU                         |
| Поливомоечные вагоны                         | Tatra T3SU [двухдверная]           |
| Поливомоечные вагоны                         | Tatra T3SU                         |
| Желобоочистители                             | Желобоочистительная тележка        |
| Желобоочистители                             | Желобоочистительная тележка ВК-81Б |
| Желобоочистители                             | Tatra T3SU                         |
| Рельсошлифовщики                             | Tatra T3SU                         |
| Рельсошлифовщики                             | РШМв-1                             |
| Буксиры                                      | Tatra T3SU                         |
| Буксиры                                      | 71-608КМ                           |
| Буксиры                                      | 71-617                             |
| Буксиры                                      | 71-134А (ЛМ-99АЭ)                  |
| Грузовой вагон                               | БФ                                 |
| Тягач путеизмерителя                         | Tatra T3SU                         |
| Платформа                                    | Tatra T3SU                         |
| Путеизмеритель                               | Tatra T3SU                         |
| Тягач желобоочистительной тележки            | Tatra T3SU                         |
| Маневровый теплоэлектровоз                   | Ф*                                 |
| Учебные                                      | Tatra T3SU                         |
| Учебные                                      | 71-623-02                          |
| Учебные                                      | 71-608К                            |
| Учебные                                      | 71-608КМ                           |
| Учебные                                      | 71-617                             |
| Учебные                                      | 71-619К                            |
| Прочие                                       | 71-616                             |
| Прочие                                       | ЛТ-10                              |
| Прочие                                       | ЛТ-5                               |
| Вагон-трактир «Аннушка» частного перевозчика | Tatra T3SU                         |

### Музейный
| Изображение  | Тип                       | Бортовые номера        | Примечание |
| Пассажирский | Пассажирский              | Пассажирский           | Пассажирский |
| ------------ | ------------------------- | ---------------------- | --- |
|              | Конка                     | 35                     | |
|              | Ф (Мытищинский)           | 164                    | Эксплуатируются в сцепе Ф+Н |
|              | Н                         | 1113                   | Эксплуатируются в сцепе Ф+Н |
|              | БФ                        | 932                    | Эксплуатируются в сцепе БФ+С БФ — Двухосный моторный вагон. У вагона С кузов установлен на раму снегоочистителя ГС-4 0210, построен в 2019 как реплика вагона типа С. |
|              | С                         | 4360                   | Эксплуатируются в сцепе БФ+С БФ — Двухосный моторный вагон. У вагона С кузов установлен на раму снегоочистителя ГС-4 0210, построен в 2019 как реплика вагона типа С. |
|              | КМ                        | 2170                   | Эксплуатируются в сцепе КМ+КП |
|              | КП                        | 2556                   | Эксплуатируются в сцепе КМ+КП |
|              | КТМ-1                     | 0002                   | Эксплуатируются в сцепе КТМ-1+КТП-1 |
|              | КТП-1                     | 1002                   | Эксплуатируются в сцепе КТМ-1+КТП-1 |
|              | 71-608К (КТМ-8К)          | 8019                   | Эксплуатировались в сцепе КТМ-8К 8023+КТМ-8К 8019 |
|              | 71-608КМ (КТМ-8КМ)        | 1201                   | Эксплуатировались в сцепе КТМ-8КМ 1201+КТМ-8КМ 1203 |
|              | 71-619К (КТМ-19К)         | 2001                   | |
|              | МТВ-82                    | 1278, 0022             | Буксировочный вагон |
|              | РВЗ-6                     | 222                    | |
|              | Tatra T2SU                | 378                    | Высокопольный четырёхосный трамвайный вагон с системой управления РКСУ                                                                                                |
|              | Tatra T3SU (двухдверные)  | 481, 1897              | Высокопольный четырёхосный трамвайный вагон с системой управления РКСУ                                                                                                |
|              | Tatra T3SU (трёхдверные)  | 0100, 1479, 1492, 5993 | Высокопольный четырёхосный трамвайный вагон с системой управления РКСУ                                                                                                |
|              | Tatra T6B5SU              | 0001                   | Высокопольный четырёхосный трамвайный вагон с электрооборудованием импульсного регулирования                                                                          |
|              | Tatra T7B5                | 7001, 7005, 3326       | Высокопольный четырёхосный трамвайный вагон |
|              | Tatra KT8D5               | 5834                   | Трёхсекционный высокопольный сочленённый восьмиосный трамвайный вагон для двустороннего движения с электрооборудованием импульсного регулирования                     |
|              | ТМРП-1                    | 2813                   | |
|              | ЛТ-5                      | 1001                   | Высокопольный четырёхосный трамвайный вагон |
|              | ЛТ-10                     | 0232, 2300, 0130       | Высокопольный четырёхосный трамвайный вагон |
|              | 71-134А (ЛМ-99АЭ)         | 3042                   | |
|              | Tatra KT3R                | 30699                  | Построен при участии ТРЗ чешской фирмой PARS NOVA A.S. из двух Пражских вагонов типа T3 с номерами 156176 (борт. N 6532, 1966 г.в.) и 157190 (Борт. N 6686,1967 г.в). |
|              | 71-135 (ЛМ-2000) «Циклоп» | 3001                   | Четырёхосный трамвайный вагон |
|              | 71-153.3 (ЛМ-2008)        | 4910                   | Четырёхосный трамвайный вагон с переменным уровнем пола |
| Служебный    |                           |                        | |
|              | Ф*                        | 3075                   | Вышка контактной сети |
|              | СВАРЗ РШ-1                | 0421                   | Рельсошлифовальный вагон |
|              | СВАРЗ РТ-3                | 3490                   | Рельсотранспортёр |
|              | МС-4                      | без номера             | Транспортировочный вагон |

### Исторический
Стандартным типом трамвая в 30-е годы были поезда из 4-осного моторного + 2-осного прицепа, или 2-осного моторного + 4-осного прицепного. Вагоны с РКСУ поставлялись в 1930-е годы, но в небольшом числе. В 1950-е поступило много МТВ-82.
| Тип                                  | Изображение      | Модель                                                          | Годы эксплуатации |              |
| Пассажирский                         | Пассажирский     | Пассажирский                                                    | Пассажирский      | Пассажирский |
| ------------------------------------ | ---------------- | --------------------------------------------------------------- | ----------------- | ------------ |
| Двухосные моторные вагоны            |                  | Falkenried A                                                    | 19хх — 19хх       |              |
| Двухосные моторные вагоны            |                  | Двухосный моторный Brush                                        | 19хх — 19хх       |              |
| Двухосные моторные вагоны            |                  | Двухосный моторный Ganz                                         | 19хх — 19хх       |              |
| Двухосные моторные вагоны            |                  | Двухосный моторный Graz/Siemens & Halske                        | 19хх — 19хх       |              |
| Двухосные моторные вагоны            |                  | Двухосный моторный MAN                                          | 19хх — 19хх       |              |
| Двухосные моторные вагоны            |                  | Двухосный моторный Ringhoffer                                   | 19хх — 19хх       |              |
| Двухосные моторные вагоны            |                  | Двухосный моторный Балтийского завода                           | 19хх — 19хх       |              |
| Двухосные моторные вагоны            |                  | Двухосный моторный вагон                                        | 19хх — 19хх       |              |
| Двухосные моторные вагоны            |                  | Двухосный моторный Мытищинского завода                          | 19хх — 19хх       |              |
| Двухосные моторные вагоны            |                  | Ф (Коломенский, Балтийский, Мытищинский, Двигатель, Сормовский) | 1908 — 1960       |              |
| Двухосные моторные вагоны            |                  | БФ                                                              | 1925 — 1970       |              |
| Двухосные моторные вагоны            |                  | Х                                                               | 19хх — 19хх       |              |
| Двухосные прицепные вагоны           |                  | Двухосный прицепной MAN                                         | 19хх — 19хх       |              |
| Двухосные прицепные вагоны           |                  | Двухосный прицепной Балтийского завода                          | 19хх — 19хх       |              |
| Двухосные прицепные вагоны           |                  | Двухосный прицепной Брянского завода                            | 19хх — 19хх       |              |
| Двухосные прицепные вагоны           |                  | Двухосный прицепной вагон                                       | 19хх — 19хх       |              |
| Двухосные прицепные вагоны           |                  | Двухосный прицепной завода Двигатель                            | 19хх — 19хх       |              |
| Двухосные прицепные вагоны           |                  | Двухосный прицепной Коломенского завода                         | 19хх — 19хх       |              |
| Двухосные прицепные вагоны           |                  | Двухосный прицепной Путиловского завода                         | 19хх — 19хх       |              |
| Двухосные прицепные вагоны           |                  | Н                                                               | 1908 — 1959       |              |
| Двухосные прицепные вагоны           |                  | М                                                               | 1931 — 1959       |              |
| Двухосные прицепные вагоны           |                  | С                                                               | 1930 — 1971       |              |
| Четырёхосные вагоны                  |                  | Четырёхосный моторный MAN                                       | 1904 — 1925       |              |
| Четырёхосные вагоны                  |                  | Четырёхосный моторный Балтийского завода                        | 1904 — 1925       |              |
| Четырёхосные вагоны                  |                  | КМ                                                              | 1926 — 1974       |              |
| Четырёхосные вагоны                  |                  | КП                                                              | 1930 — 1952       |              |
| Четырёхосные вагоны                  |                  | М-38                                                            | 1938 — 1970       |              |
| Трамваи ПТМЗ                         |                  | М-36                                                            | 1935 — 1948       |              |
| Трамваи ПТМЗ                         |                  | 71-134А (ЛМ-99АЭ)                                               | 1999 — 2020       |              |
| Трамваи ПТМЗ                         |                  | 71-135 (ЛМ-2000)                                                | 2002 — 2013       |              |
| Трамваи ПТМЗ                         |                  | 71-153.3 (ЛМ-2008)                                              | 2009 — 2018       |              |
| Трамваи ČKD Tatra                    |                  | Tatra T2SU                                                      | 1959 — 1981       |              |
| Трамваи ČKD Tatra                    |                  | Tatra K2SU                                                      | 1966 — 1980       |              |
| Трамваи ČKD Tatra                    |                  | Tatra T3SU                                                      | 1963 — 2014       |              |
| Трамваи ČKD Tatra                    |                  | Tatra T6B5SU                                                    | 1983 — 2006       |              |
| Трамваи ČKD Tatra                    |                  | Tatra KT8D5                                                     | 1989 — 1992       |              |
| Трамваи ČKD Tatra                    |                  | Tatra T7B5                                                      | 1989 — 2009       |              |
| Модернизированные трамваи Tatra T3SU |                  | Tatra T3Т                                                       | 1987 — 2007       |              |
| Модернизированные трамваи Tatra T3SU |                  | Tatra-Reis                                                      | 1986 — 1999       |              |
| Модернизированные трамваи Tatra T3SU |                  | МТТА                                                            | 2003 — 2021       |              |
| Модернизированные трамваи Tatra T3SU |                  | МТТА-2                                                          | 2012 — 2018       |              |
| Модернизированные трамваи Tatra T3SU |                  | МТТЕ                                                            | 2005 — 2021       |              |
| Модернизированные трамваи Tatra T3SU |                  | МТТД                                                            | 2003 — 2018       |              |
| Модернизированные трамваи Tatra T3SU |                  | МТТМ                                                            | 2002 — 2021       |              |
| Модернизированные трамваи Tatra T3SU |                  | МТТЧ                                                            | 2004 — 2021       |              |
| Модернизированные трамваи Tatra T3SU |                  | Tatra KT3R                                                      | 2007—2021         |              |
| Модернизированные трамваи Tatra T3SU |                  | ТМРП-2                                                          | 2001 — 2007       |              |
| Модернизированные трамваи Tatra T3SU |                  | ТМРП-2М                                                         | 2002 — 2009       |              |
| Трамваи ЛТЗ                          |                  | ЛТ-5                                                            | 2003 — 2006       |              |
| Трамваи ЛТЗ                          |                  | ЛТ-10                                                           | 1999 — 2003       |              |
| Трамваи Уралтрансмаш                 |                  | 71-403                                                          | 2004 — 2005       |              |
| Трамваи Уралтрансмаш                 |                  | 71-405-08                                                       | 2007 — 2021       |              |
| Трамваи УКВЗ                         |                  | КТМ-1                                                           | 1948 —1950        |              |
| Трамваи УКВЗ                         |                  | КТП-1                                                           | 1948 — 1950       |              |
| Трамваи УКВЗ                         |                  | КТМ-5М «Урал»                                                   | 1966 — 1971       |              |
| Трамваи УКВЗ                         |                  | 71-608                                                          | 1998 — 2007       |              |
| Трамваи УКВЗ                         |                  | 71-608К                                                         | 1990 — 2014       |              |
| Трамваи УКВЗ                         |                  | 71-608КМ                                                        | 1994 — 2016       |              |
| Трамваи УКВЗ                         |                  | 71-617                                                          | 1994 — 2016       |              |
| Трамваи УКВЗ                         |                  | КТМА                                                            | 2008—2015         |              |
| Трамваи УКВЗ                         |                  | 71-619                                                          | 1999 — 2008       |              |
| Трамваи УКВЗ                         |                  | 71-619А                                                         | 2007 — 2021       |              |
| Трамваи УКВЗ                         |                  | 71-619А-01                                                      | 2008 — 2020       |              |
| Трамваи УКВЗ                         |                  | 71-619АС                                                        | 2007 — 2020       |              |
| Трамваи УКВЗ                         |                  | 71-619К                                                         | 2000 — 2021       |              |
| Трамваи УКВЗ                         |                  | 71-619КС                                                        | 2002 — 2019       |              |
| Трамваи УКВЗ                         |                  | 71-619КТ                                                        | 2003 — 2018       |              |
| Трамваи УКВЗ                         |                  | 71-621                                                          | 1999 — 2021       |              |
| Трамваи ТМЗ                          |                  | МТВ-82                                                          | 1948 — 1980       |              |
| Трамваи ТМЗ                          |                  | МТВ-82А                                                         | 1947 — 1967       |              |
| Трамваи РВЗ                          |                  | РВЗ-50                                                          | 1950 — 1962       |              |
| Трамваи РВЗ                          |                  | РВЗ-51                                                          | 1952 — 1962       |              |
| Трамваи РВЗ                          |                  | РВЗ-55                                                          | 1955 — 1965       |              |
| Трамваи РВЗ                          |                  | РВЗ-57                                                          | 1957 — 1965       |              |
| Трамваи РВЗ                          |                  | РВЗ-6                                                           | 1960 — 1966       |              |
| Прочие                               |                  | Конка                                                           | 1872 — 1911       |              |
| Прочие                               |                  | 71-801 (Alstom Citadis 301 CIS)                                 | 2013 — 2017       |              |
| Прочие                               |                  | VarioLF                                                         | 2010 — 2018       |              |
| Прочие                               |                  | PESA Fokstrot                                                   | 2014 — 2023       |              |
| Служебный                            |                  |                                                                 |                   |              |
| Служебные вагоны                     |                  | Н*                                                              |                   |              |
| Служебные вагоны                     | РГС-2            |                                                                 |                   |              |
| Служебные вагоны                     | РОСТ             |                                                                 |                   |              |
| Служебные вагоны                     | РШМС-6У          |                                                                 |                   |              |
| Служебные вагоны                     | СВАРЗ РТ-1       |                                                                 |                   |              |
| Служебные вагоны                     | СВАРЗ РТ-2       |                                                                 |                   |              |
| Служебные вагоны                     | СВАРЗ РТ-3       |                                                                 |                   |              |
| Служебные вагоны                     | СВАРЗ РШ-1       |                                                                 |                   |              |
| Служебные вагоны                     | С-2              |                                                                 |                   |              |
| Служебные вагоны                     | СО-1             |                                                                 |                   |              |
| Служебные вагоны                     | СО-1-3           |                                                                 |                   |              |
| Служебные вагоны                     | ВПРС-Т           |                                                                 |                   |              |
| Служебные вагоны                     | МС-4             |                                                                 |                   |              |
| Служебные вагоны                     | 71-605 (КТМ-5М3) |                                                                 |                   |              |
| Паровой трамвай                      |                  | фирмы Krauss                                                    |                   |              |
| Электровозы                          |                  | ЭП (ГЭТ)                                                        |                   |              |
| Электровозы                          | ЭПМ3Б            |                                                                 |                   |              |

### Прочий

#### Модели трамваев, проходившие испытания в Москве
| Изображение | Тип                  | Примечание |
| ----------- | -------------------- | --- |
|             | РВЗ-7 (71-217)       | |
|             | РВЗ-7 (71-267)       | |
|             | 71-623-01            | |
|             | 71-628               | 2 сентября 2021 года в Москву прибыл вагон модели 71-628М (КТМ-28М), но в ноябре 2021 года контракт на поставку вагонов этой модели был расторгнут из-за срыва сроков. |
|             | 71-630               | Передан в Краснопресненское депо на ответственное хранение. |
|             | 71-911 «City Star»   | |
|             | 71-922 «Варяг»       | |
|             | 71-923М «Богатырь-М» | |
|             | 71-931 «Витязь»      | |
|             | 71-934 «Лев»         | Трамвай в единственном экземпляре передан в Пермь |
|             | Alstom Citadis 302   | |
|             | АКСМ-853 «Метелица»  | |

#### Передача трамваев в другие города России
С 2016 года Москва начала передавать вагоны в другие города. В общей сложности, «гуманитарную помощь» от Москвы получили трамвайные системы в 33 городах России, из них в одном городе (Тверь) передача не спасла систему от окончательного закрытия, а ещё в одном (Таганрог) новый владелец отказался принимать вагоны на свой баланс в пользу концессионной реконструкции и закупки новых вагонов типа 71-628. При этом все трамваи 71-619, которые Москва отдала Таганрогу, в апреле 2021 года переданы из Таганрога в Тулу.

## Планы развития
После открытия в 1982 году в Строгине последней построенной в советское время трамвайной линии в Москве сеть трамвая только сокращалась вплоть до 2008 года. В 2012 и 2024 годах были восстановлены три ранее закрытые линии небольшой длины — впрочем, по ряду сведений[каких?], они числились в официальных документах как «закрытые временно». По состоянию на 2020 год, перспективы какого-либо расширения сети продолжают оставаться туманными. Несмотря на неоднократные заявления чиновников[каких?] о планах начать строительство в ближайшие сроки, фактического строительства новых трамвайных линий в Москве не ведётся.
В середине 1980-х годов была разработана схема развития трамвайного движения в Москве, согласно которой новые линии должны были дополнять линии метро в окраинных районах. В частности, планировалось строительство линий:
- от станции метро «Речной вокзал» до района Бескудниково;
- от станции метро «Юго-Западная» через Тёплый Стан, Ясенево, Битцевский парк до конечной на улице Академика Янгеля;
- из Чертанова в Бирюлёво;
- из Люблина через Марьино в Орехово-Борисово;
- из Медведкова в Отрадное;
- на дальнюю перспективу планировались линии в Бутово, Митино, Куркино, Новые Химки, Косино-Жулебино.

Как и программа развития троллейбусной сети, эта схема создания хордовых линий трамвая не была реализована из-за экономического кризиса, вызванного крахом СССР.
В 2003 году было принято решение о закрытии и застройки жильём трамвайного депо имени Апакова, ликвидации разворотного кольца (и, следовательно, линии) на Шаболовке и перемещении вагонов в три других депо, подлежащие расширению за деньги застройщика, а в перспективе строительство нового депо в Бирюлёве. Впоследствии от этих планов[каких?] отказались.
В 2007 году вновь было запланировано построить ряд линий скоростного трамвая:
- от улицы Академика Янгеля через Южное Бутово до Щербинки;
- от станции метро «Университет» к району Щукино;
- от Коптева до Медведкова;
- от Чертановской улицы до Бирюлёва (со строительством депо) и к станции метро «Тёплый Стан»;
- от станции метро «Университет» по Мичуринскому проспекту до Очакова;
- от Открытого шоссе через Гольяново, Хабаровскую и 16-ю Парковую улицу до станции метро «Первомайская».

Для создания линий необходимо было бы проложить 191 км новых путей, из которых 70 % приходилось бы на тоннели и эстакады. Но обоснование данных проектов и сроки их реализации представлены не были.
В 2011 году правительство Москвы постановило выполнить в течение года проекты планировки пяти линий трамвая; новые линии скоростного трамвая планировались в районах Гольяново, Северный, Бирюлёво-Западное, Ивановское (с возможностью продления в Балашиху); по улице Академика Королёва предполагалось пуск традиционного трамвая для соединения Строгинской сети с основной сетью линий.
На конец мая 2013 года были запланированы работы по восстановлению линии на Трифоновской улице. В итоге всё ограничилось только заменой стрелки на перекрёстке Образцова — Трифоновская. Срок завершения расконсервации всей линии постоянно сдвигался. В 2024 году планировалось завершить ремонт линии на Трифоновской улице, а в 2025 году построить участок по улице Гиляровского с разворотным кольцом.
В августе 2013 года предполагалось всего восстановить до 2017 года 20 км трамвайных линий и проложить ещё 47 км по новым маршрутам. От этих планов отказались.
В декабре 2013 года были определены четыре линии скоростного трамвая, которые собирались проложить в 2014—2016 годах по инвестиционной программе. Это линии из района Северный до платформы Лианозово, от платформы Лианозово до станции метро «Медведково», от 3-й Владимирской улицы в район Ивановское и от Чертановской улицы в район Бирюлёво Западное. Обозначенные сроки были нарушены, вновь к этому вернулись в ноябре 2017 года — по сообщению на сайте Стройкомплекса Москвы, их строительство должно было начаться в 2018 году и продлиться до 2020 года. Финансирование было запланировано осуществлять за счёт адресной инвестиционной программы Москвы. Тем не менее, по состоянию на начало 2024 года строительство не началось.
Также власти Москвы неоднократно заявляли о планах восстановления трамвайного движения по маршруту от станции метро «Бауманская» до Госпитальной площади. Планировалось начать реализацию проекта в 2013—2014 годах. Тем не менее, по состоянию на начало 2024 года, работы не начались.

### Линия врайон Северный

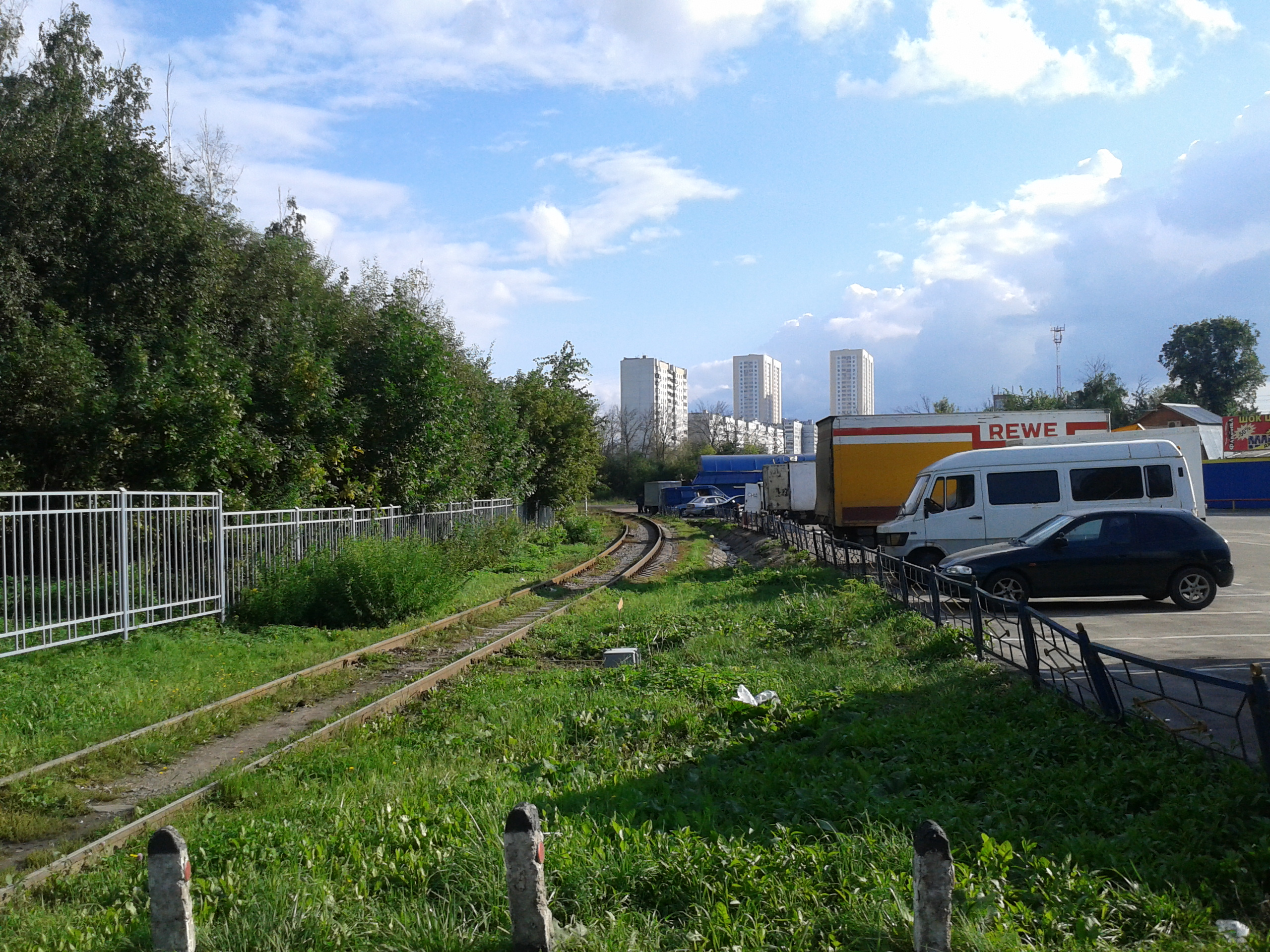
Подъездной железнодорожный путь к Северной водопроводной станции в Лианозово

Линия должна была протянуться от станции метро «Медведково» через станцию метро «Алтуфьево» и железнодорожную платформу Лианозово в Северный. Скоростной трамвай мог бы использовать существующий подъездной железнодорожный путь к Северной водопроводной станции. Однако в 2013 году этот проект вызвал резкий протест жителей района Лианозово, в связи с грубыми нарушениями на публичных слушаниях по обсуждению планировки линии, а также в связи с планами властей Москвы по частичной вырубке Лианозовского лесопарка для строительства линии скоростного трамвая и разворотно-отстойного кольца. Был проведён митинг жителей Лианозова по недопущению вырубки Лианозовского лесопарка и нарушений на публичных слушаниях. Участниками митинга была подписана резолюция к мэру Москвы с требованием не осуществлять вырубку части Лианозовского лесопарка. Публичные слушания были обжалованы в Бутырском районном суде Москвы.
Однако через некоторое время часть деревьев всё равно была вырублена для расширения Череповецкой улицы до шести полос. 6 октября 2018 года по организованным выделенным полосам был запущен полуэкспрессный автобус по трассе предполагаемой линии трамвая. 7 декабря 2024 года эти полосы были перенесены с крайних правых на крайние левые, организованы платформы для посадки пассажиров аналогично трамвайным. В 2023 году было открыто продление Люблинско-Дмитровской линии до станции «Физтех», располагающейся в районе Северный и ставшей конечной.

### Связка попроспекту Академика Сахарова
Существует также проект линии от метро «Комсомольская» до метро «Чистые пруды» по проспекту Академика Сахарова для дополнительной связи основной и Апаковской сети.

План линии по пр. Сахарова

В начале 2022 года в телеграм-канале Департамента транспорта Москвы появилось сообщение о том, что начаты работы по проектированию трамвайной линии на проспекте Академика Сахарова. Тогда же информация о проектировании линии появилась на сайте Департамента строительства Москвы. 24 января 2022 года Москомархитектура распорядилась подготовить проект подготовки территории.
В апреле 2022 года планы прокладки линии и возможные маршруты на ней обсуждались в прессе. Анонс строительства появился в телеграм-канале мэра Москвы.

План линии по пр. Сахарова — интеграция в трамвайную сеть Москвы

В феврале 2025 года началось освоение стройплощадок для прокладки трамвайной линии по проспекту Академика Сахарова.
Строительство трамвайной ветки планируется завершить до конца 2025 года. Пересекать участок от метро «Комсомольская» до метро «Чистые пруды» трамваи будут на аккумуляторной тяге — контактной сети на линии не будет.

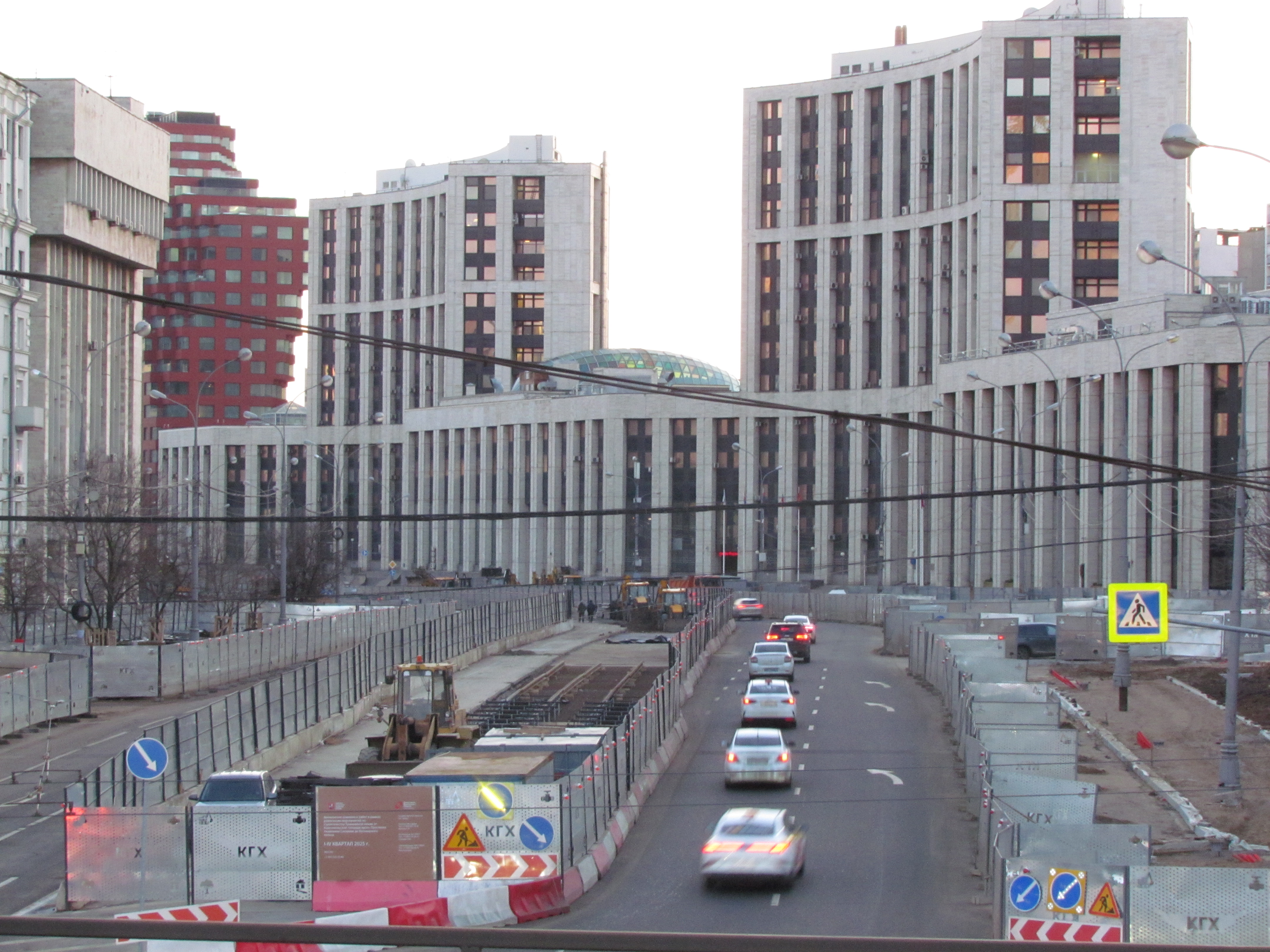
Прокладка трамвайных путей по улице Маши Порываевой, вид в сторону центра (2025)

### Трамвай и монорельс

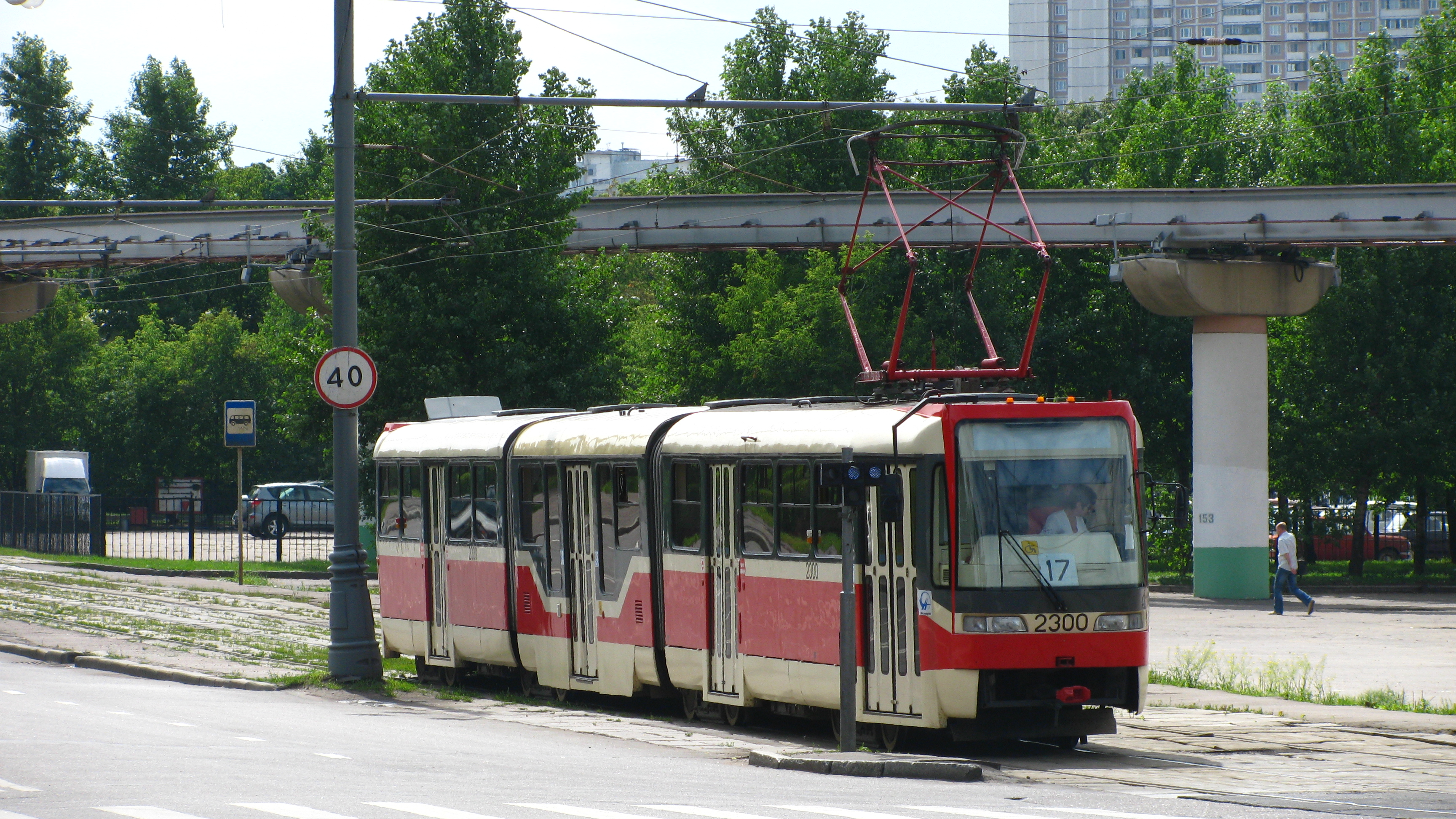
Дублирование монорельсом трамвайной линии около станции метро «ВДНХ»

Развитие сети трамвайного движения в Москве оказалось увязано с судьбой монорельса — точнее, с проектами его демонтажа.
Информация о подобных проектах поступала ещё в 2015 году. Сообщалось, что планируется демонтировать эстакады монорельса от Останкинского пруда до депо, а на оставшейся части провести реконструкцию, в результате которой трамвайные пути не только будут продлены от Останкинского пруда, где в настоящее время располагается трамвайная конечная, до станции метро «Тимирязевская», но также появится возможность соединения их с трамвайной линией на улице Костякова. Таким образом, монорельс в случае реализации этих планов прекратит существование как отдельный вид московского пассажирского транспорта Москвы, а сложившийся пассажиропоток ляжет на трамвай.

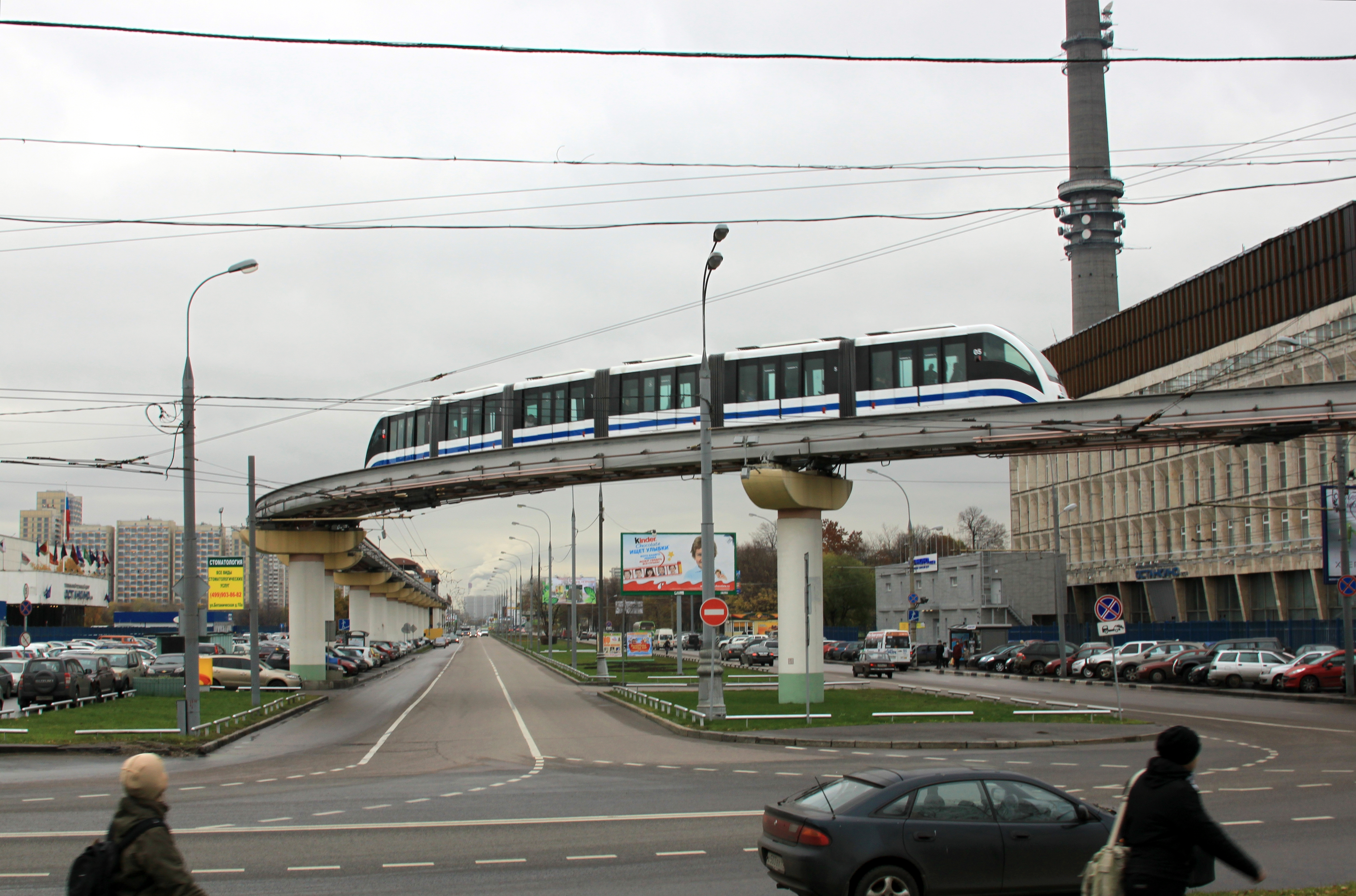
Эстакада монорельса вблизи телецентра

В последующем о дальнейшей судьбе монорельса поступали довольно противоречивые заявления. Максим Ликсутов, руководитель столичного департамента транспорта, в сентябре 2015 года заявлял, что «никакого решения по разборке монорельса нет», а в августе 2016 года — что монорельс превратится в «туристический объект» при сохранении пассажирского движения. Руководитель московского метро Дмитрий Пегов в июле 2016 года сообщил, что возможность замены монорельса на трамвай рассматривается.
В июне 2017 года вновь поступила информация о том, что московский монорельс заменят трамваи: градостроительно-земельной комиссией Москвы принято решение о разработке соответствующего проекта, предусматривающего продление существующей трамвайной линии от улицы Академика Королёва до улицы Костякова, причём часть эстакады монорельса будет оборудована для трамвайного движения. Подобная реконструкция позволит снова соединить Краснопресненскую трамвайную сеть с основной, хотя остаётся масса вопросов, связанных в первую очередь с пригодностью лёгкой монорельсовой эстакады для трамвая вообще, а также продление эстакады до улицы Костякова, где на месте планировавшегося её окончания был сооружён высотный жилой дом.
В конце 2018 года московские власти заявили об отказе от демонтажа монорельса.
В апреле 2025 в правительстве Москвы окончательно отказались от использования эстакады монорельса под трамвайное движение. Вместо этого был опубликован проект трамвайной линии от существующих путей на ул. Академика Королёва до МЦД «Останкино». Согласно проекту, трамвайная линия на улице Академика Королёва в районе Аргуновской улицы будет переходить с чётной стороны на нечётную (в сторону телебашни). Далее она продолжит движение по улице Королёва ещё примерно километр, после чего свернёт на улицу Дубовой Рощи. Новое разворотное кольцо планируется разместить южнее проезда Дубовой Рощи, рядом с остановочным пунктом МЦД-3.Общая протяжённость новой линии составит 3,5 километра.

### Линия вИзмайлово
Предполагается, что линия пройдёт от Открытого шоссе в Метрогородке до Первомайской улицы, тем самым соединив две уже существующие. Планируется, что трамвай поедет по улицам Николая Химушина и Монтажной, пересечёт Щёлковское шоссе и поедет по 3-й Парковой до Первомайской улицы и станции метро «Измайловская».

### Линия поулице Подольских Курсантовиулице Красного Маяка
В октябре 2021 года был опубликован проект трамвайной линии протяжённостью 3,1 км на юге Москвы. Она пройдёт по улице Подольских Курсантов и улице Красного Маяка и свяжет станцию МЦД-2 «Покровское» со станцией метро «Пражская» и существующими трамвайными маршрутами по Чертановской улице. Рядом будет построено новое трамвайное депо, которое будет способствовать развитию городской трамвайной сети. Предположительно это поможет разгрузить дорожную сеть и уменьшить время поездки пассажиров.